# Lucifer (toneelstuk)
Het toneelstuk Lucifer is een in de hemel gesitueerd treurspel van Joost van den Vondel, geschreven van 1648 tot 1654 en in première gegaan op 2 februari 1654 in de Amsterdamse schouwburg. Wanneer God de mens boven de engelen plaatst, begint de afgunstige stedehouder Lucifer een opstand. Die eindigt wanneer veldheer Michaël de weerspannigen uit de hemel bliksemt, waarna Lucifer op aarde uit wraak het eerste mensenpaar tot de zondeval brengt. Na de tweede voorstelling op 5 februari verbood het stadsbestuur op aandringen van de kerkenraad verdere opvoeringen. Lucifer is opgedragen aan keizer Ferdinand III van het Heilige Roomse Rijk en geldt als 'een van de zeldzame producten uit onze letterkunde, die een blijvende plaats in de wereldliteratuur bekleden.'
De figuur van Lucifer associeerde Vondel als jonge dichter al met het thema van de onrechtmatige opstand. De vele gevallen van Luciferisme in de internationale politiek van de jaren 1640 gaven hem de laatste zet om eindelijk de in hem levende Lucifer-conceptie gestalte te geven. Het resultaat is een origineel werk: hoewel alle namen aan Bijbelplaatsen zijn ontleend, is de handeling zelf niet op een bestaand verhaal gebaseerd. In de door Vondel samengestelde twee octavo's met zijn verzamelde treurspelen uit 1662 staat de Lucifer dan ook in het deel met de niet-Bijbelse toneelwerken.
De tragedie kent vijf bedrijven in alexandrijnen met afsluitende reizangen in vier- en soms drievoetige jamben. De structuur beantwoordt aan de vijf stadia van het klassieke drama, maar in de uitgestrekte en tijdloze hemel zijn niet alle drie de aristotelische eenheden van tijd, plaats en handeling van toepassing. De vraag of de zondeval van Adam en Eva niet de eenheid van handeling doorbreekt, heeft letterkundigen lang beziggehouden. Een ander veelbesproken structuuraspect is de vraag of Lucifer al bij aanvang aan de kant van het kwaad staat of dat hij voldoet aan de norm van Aristoteles en dus pas in de loop van het stuk na veel weifelen voor het kwaad wordt gewonnen. Aandacht voor de theologische achtergronden van het stuk maakte geleidelijk plaats voor bestudering van thema's als de vrije wil en de verhouding tussen geloof en verstand. De opmerkelijke parallellen met de politieke situatie uit Vondels tijd die het treurspel vertoont, strekken niet zo ver dat van een politieke allegorie gesproken kan worden.
Hoewel na het opvoeringsverbod de verkoop van de tekst eveneens officieel verboden werd, verschenen in 1654 zes herdrukken van de quarto. Pas in de negentiende eeuw werd het stuk weer op het podium gebracht, het begin van een reeks die tot in de eenentwintigste eeuw doorloopt. De oudste overgeleverde weergave van een opvoering is een grammofoonplaat uit 1924 waarop Albert Vogel gedeelten eruit voordraagt. Vanaf 1825 deed de theorie dat Lucifer een bron was voor John Miltons Paradise Lost opgang, maar na aanvankelijke aanvaarding werd deze claim in 1895 weerlegd. Wel inspireerde het toneelstuk schrijvers als Harry Mulisch en Connie Palmen. Onder de adaptaties bevindt zich de bekroonde film Lucifer uit 2014 van de Vlaamse filmregisseur Gust Van den Berghe. Het treurspel is vertaald in onder meer het Frans, Duits, Engels, Hongaars en Japans.

## Voorwerk

### Opdracht
Het eerste onderdeel van het voorwerk is de 'Opdracht' aan de Duitse keizer Ferdinand III. Een vorst, aldus Vondelvorser W.A.P. Smit, is voor Vondel het wereldse beeld van God, aan wie hij zijn gezag ontleent. In de hiërarchie van vorsten stond de keizer van het Heilige Roomse Rijk bovenaan, waarmee de positie die de keizer op aarde bekleedt een weerspiegeling is van de positie van Lucifer in de hemel vóór zijn val. Vondel zag in de keizer 'naar positie de aardse parallel, en naar aard de Christelijke antithese van Lucifer'. Vondel rechtvaardigt zijn opdracht door erop te wijzen dat God de 'allerminsten en ootmoedigen' (vs. 4) de toegang tot zijn troon niet weigert en dus zal diens plaatsvervanger op aarde, 'de tydelycke Mogentheit' (vs. 5), billijken dat de allerkleinsten 'zich eerbiedigh voor hare voeten vernedere' (vs. 6). Daarom waagt Vondel het zijn stuk aan de keizer op te dragen, een eer die het verheven onderwerp ook waard is. Het gaat immers om Lucifer, die 'ten spiegel van alle ondanckbare staetzuchtigen' (vs. 15) wordt voorgesteld.
Vondel geeft de keizer een waarschuwing: de universele geldigheid van het drama strekt zich ook tot de keizer uit, die zich steeds voor het gevaar van staatzucht dient te hoeden. Opstand tegen het bewind is immers alleen tot mislukken gedoemd 'zoo lang Godts Voorzienigheit de geheilighde Maghten en Stammen hanthaeft' (vs, 23-24). Als stedehouder van God heeft de keizer een verantwoordelijkheid: 'Christenryck doorgaends, gelyck een schip in de wilde zee, aen alle kanten, en tegenwoordigh van Turck en Tarter, bestormt, en in noot van schipbreucke, vereischt ten hooghste deze eendraghtige eerbiedigheit tot het Keizerdom, om den algemeenen erfvyant des Christen naems te stuiten, en den Rycksbodem en zyne grenzen, tegens den inbreuck der woeste volcken, te veiligen, en te stercken' (vs. 28-34). De christelijke wereld wordt bedreigd door de Turken en de keizer dient het rijk tegen deze ongelovigen te beschermen. Het gaat hier om 'een magistraal stuk proza', aldus Smit: 'Maar nog meesterlijker is de wijze waarop hij erin slaagde, door implicatie en suggestie, daarin aan Ferdinand voor te houden wat de verschuldigde eerbied hem verbood rechtstreeks onder woorden te brengen.'

### Gedicht
Het tweede onderdeel is 'Op de Afbeeldinge van Keizerlycke Majesteit, Ferdinandus den Derden', een lofdicht op zowel de keizer als op het niet overgeleverde schilderij dat Vondels vriend Joachim von Sandrart kennelijk van de keizer en zijn familie gemaakt had. Alleen een kopergravure die Frans van der Steen (1604-1672) naar het schilderij maakte bleef bewaard; volgens Vondelkenner pater B.H. Molkenboer kreeg Vondel hiervan uit Wenen een prent toegestuurd. De keizer wordt in het veertienregelige gedicht bezongen als vredevorst vanwege zijn betrokkenheid bij de Vrede van Münster. De Latijnse spreuk die als motto fungeert, 'Deus nobis haec otia fecit', is ontleend aan Vergilius' Bucolica I, 6, en luidt in Vondels vertaling: 'Een Godt holp ons aen deze gerustheit.' Hiermee is de keizer Augustus bedoeld, waarmee keizer Ferdinand III in het vers vergeleken wordt.

### Berecht
Het omvangrijkste onderdeel van het voorwerk is een 'Berecht aen alle Kunstgenooten, en Begunstigers der Tooneelspelen', waarin Vondel zijn stofkeuze en werkwijze rechtvaardigt. Ten eerste zet hij uiteen dat de afvalligheid van de aartsengel op waarheid berust. Hiertoe citeert Vondel eerst twee profeten uit het Oude Testament, te weten Jesaja 14:12-15 en Ezechiël 28:12-15, en vervolgens twee passages uit het Nieuwe Testament, Lucas 10:18 en de Brief van Judas, 1:6. Alle vier de passages zijn door Vondel zelf uit de Vulgaat vertaald. Ter verdere adstructie haalt Vondel nog drie 'Oudvaderen' aan, Cyprianus, Gregorius de Grote en Bernardus van Clairvaux. Ten tweede betoogt Vondel dat het legitiem is om de weergave van de zonden hovaardij en nijdigheid allegorisch voor te stellen als de Leeuw en de Draak, waarmee tevens de sterrenbeelden bedoeld zijn, omdat de slang uit het paradijsverhaal en de zwijnen in Matteüs 8:28-32 uitwijzen dat de dieren door kwade geesten bezeten worden. Ten derde wijst Vondel erop dat hij ook wanneer hij van gangbare theologische opvattingen afwijkt geen eigen fantasiebeelden invoert, maar zich nog steeds baseert op gezaghebbende theologen, zij het op een minderheid onder hen. Ten vierde verdedigt Vondel het aanwenden van Bijbelse stof in het algemeen. Hij beroept zich op een eeuwenoude traditie, wat onverlet laat dat misbruik mogelijk blijft. Ook wijst hij erop dat van een frivool 'spel' geen sprake is en dat dit misverstand slechts bestaat omdat het woord 'tragedie' in het Nederlands nu eenmaal toevallig 'treurspel' heet.

### Inhoudt
Zoals gebruikelijk heeft Vondel ook bij dit stuk een korte samenvatting van de 'Inhoudt' bijgevoegd. In twee zinnen, waarvan de tweede erg lang is, geeft Vondel een samenvatting van het drama omtrent Lucifer. Lucifer komt er uit naar voren als de drijvende kracht, zelfs de verpersoonlijking van heel het verzet tegen God, terwijl hij in het treurspel zelf onderhevig is aan twijfel en wanhoop. Volgens Smit is het onjuist om in deze 'lapidaire samenvatting' een indicatie van de ware aard van de hoofdpersoon te zien, omdat in dit korte bestek slechts de feiten worden weergegeven zonder de omstandigheden en factoren die de loop van de verwikkeling bepalen. Het is Vondel er niet om te doen de structuur van zijn drama aan te geven, maar slechts om 'de zonde van Lucifer zowel naar haar innerlijk als naar haar uiterlijk aspect zo scherp en raak mogelijk te karakteriseren'. Het inhoudsoverzicht besluit met de zin: 'Het tooneel is in den hemel.' De 'vaagheid' van deze aanduiding is volgens Smit 'suggestiever en bevredigender dan elke precisering geweest zou zijn.'
Anders dan normaal, ontbreekt een aanduiding van het tijdsverloop, omdat de hemel geen tijd kent, zoals ook in het stuk zelf staat: 'Een eeuw beneden is om hoogh een oogenblick' (vs. 888).
Tegen de contemporaine wetenschappelijke inzichten van onder meer Copernicus en Galilei in hield Vondel vast aan het wereldstelsel van Claudius Ptolemaeus, volgens Molkenboer vanwege het 'dichterlijk suggestieve ervan'. De aarde is in dit stelsel het middelpunt van het heelal en de hemel, de verblijfplaats van God en de engelen, zou zich bevinden in de oneindigheid buiten de negen sferen of bogen die concentrisch de aarde omringen. Vondels hemelbouw komt overeen met die van onder meer Dantes Divina Commedia. De engelen zijn aan het begin van het stuk nog niet toegelaten tot 'de eigenlijke innerlijke Godskennis', die zij immers 'door de proef van hun onderworpenheid van God' eerst nog moeten bewijzen waard te zijn. Dit blijkt uit de reizang bij het eerste bedrijf.

## Personages
- Belzebub, Belial en Apollion, wederspannige oversten
- Gabriël, Gods geheimenistolk
- Rei van engelen
- Lucifer, stedehouder
- Luciferisten, oproerige geesten
- Michaël, veldheer
- Rafaël, beschermengel
- Uriël, Michaëls schildknaap

## Synopsis

### Eerste bedrijf
De hooggeplaatste engel Belzebub ziet uit naar de terugkeer van Apollion, die naar de aarde is afgedaald om te zien hoe het de recent geschapen mens en diens omgeving vergaat. Bij zijn terugkeer heeft Apollion een gouden tak van de boom des levens bij zich. Belzebub concludeert: 'Men zou ons Paradys om Adams hof verwenschen./ 't Geluck der Engelen moet wycken voor de menschen'. Het verslag laat er geen twijfel over bestaan dat het aardse paradijs superieur is aan dat van de engelen. De mens heerst over alle dieren, is mooier dan de hemelbewoners en bovendien geschapen in twee geslachten: 'Een hooger zaligheit, die d'Engelen noch missen./ Hoe arm is eenigheit! wy kennen geen gespan/ Van tweederhande kunne, een jongkvrouw, en een' man/ Helaes! wy zyn misdeelt: wy weten van geen trouwen,/ Van gade of gading, in een' hemel, zonder vrouwen.' Apollion is geraakt door de schoonheid van Eva, maar Belzebub voorziet bezorgd dat de menselijke voortplanting bewerkstelligen zal dat 'er met der tyt een weerelt aengeteelt' zal worden, die de macht der engelen zal overvleugelen. Een bazuin kondigt de komst van Gabriël en de eerste rei van engelen aan. Gabriël kondigt Gods besluit af om de mens te verheffen tot Zijn niveau, dus hoger dan de engelen, die de mens voortaan zullen moeten dienen en, als het gaat om de gestalte van Christus, ook aanbidden. Nadat Gabriël heeft opgeroepen tot trouwe dienst aan God en de mens, heft de rei een lofzang op God aan. Zang: wie is die volmaakte macht waaraan al het geschapene zijn bestaan dankt. Tegenzang: dat is de onkenbare, onnoembare, eeuwige God. Toezang: zijn laatste gebod de mens betreffende dient gevolgd te worden, want Zijn wil is onfeilbaar.

### Tweede bedrijf
Eerst nu verschijnt Lucifer op zijn strijdwagen, begeleid door engelen. Hoewel de degradatie hem verbittert ('Ons slaverny gaet in'), is verzet voor hem geen optie ('hier gelt geen tegenspraeck'). Daar denkt Belzebub anders over en hij wijst op de persoonlijke consequenties voor Lucifer, 'legh voortaen den scepter uit der hant//legh af uw morgenstralen'. Dat raakt Lucifer, die bezweert alles te zullen doen om dat te voorkomen: 'Dat zal ick keeren, is het anders in myn maght'. Belzebub brengt het oudste recht in als argument dat er onrecht begaan wordt en Lucifer neemt diens redenering dat Gods oogmerk onrecht is over. Hij besluit zich te verzetten ('ick wijck niet eenen voet') en gaat nog liever zijn ondergang tegemoet dan te buigen: 'En liever d'eerste Vorst in eenigh lager hof,/ Dan in 't gezalight licht de tweede, of noch een minder'. Lucifer vraagt Gabriël om nadere inlichtingen en draagt zijn bezwaren aan. Gabriël heeft geen antwoorden en dringt aan op onvoorwaardelijke aanvaarding van Gods besluit. Lucifer werpt tegen dat Gods eer wordt aangetast door zich met een zo laag schepsel als de mens te verbinden, met chaos als gevolg. Gabriël beëindigt het gesprek met het advies te berusten: 'Heer Stedehouder, rust, en hanthaef d'eerste ons wetten.' Lucifers antwoord: 'Men zal er scherp op letten', is voor tweeërlei uitleg vatbaar: mogelijk beaamt Lucifer niet alleen Gabriëls woorden, maar bedoelt hij ook dat hij de mogelijke aantasting van zijn eigen positie argwanend zal volgen.
Zodra Gabriël vertrokken is, begint Belzebub weer Lucifer op te stoken. Lucifer zweert nu zich ten koste van alles boven iedereen en alles te willen verheffen, al moet daarvoor de hele wereldorde overhoop gehaald worden. Vervolgens ontbiedt hij Apollion, die hem groet als een monarch. Hij legt hem een listig plan voor om Michaël, de bevelhebber van Gods leger, uit te schakelen. Apollion merkt op dat dit al gelijk staat aan verzet tegen God zelf: 'Het overpeinzen quetst alree Godts majesteit'. Hoewel Apollion waarschuwt voor Gods almacht en de sterkte van Michaëls leger, meent Belzebub dat er kans van slagen is. Lucifer beveelt Apollion om zoveel mogelijk engelen voor zijn kamp te winnen, waarna hij zich op zijn strijdwagen begeeft naar de vergadering der hofraad, waar hij Belial en Apollion met het plan verwacht.
Op verzoek van Apollion verzint Belial een pakkende slogan voor de opstand: 'Den mensch in eeuwigheit ten hemel uit te sluiten'. Hun werkplan bestaat uit drie stappen: ten eerste het met valse argumenten stimuleren van ontevredenheid; ten tweede moet de overste Belzebub, zonder er meteen voor uit te komen, zijn gezag aan de opstand verlenen met de erkenning dat de grieven gegrond zijn en de status quo gehandhaafd dient te blijven; ten derde moet Lucifer zich tot leider laten kiezen, want 'Zy zullen zonder hooft dien optoght niet beginnen'. Een uitgekiende strategie moet hem de leiding bezorgen: Lucifer zal eerst aarzeling veinzen en pas op aandringen van Belzebub de leiding accepteren. Met dit plan gaan ze naar de hofraad. Zang: de rei der engelen vraagt waarom de hemel verduisterd is. Tegenzang: omdat een aantal engelen jaloers is op de mens. Toezang: men zal pogen de ontevredenen te sussen.

### Derde bedrijf
De rei en de jaloersen, Luciferisten genaamd, geven elkaar geen duimbreed toe: de laatsten ontwikkelen Lucifers argumentatie en houden zich doof voor de religieuze terechtwijzingen van de getrouwe engelen. Als het gesprek op dood spoor belandt, verschijnen Apollion en Belial. Apollion gnuift van genoegen, Belial informeert naar de oorzaak van de onvrede, waarop de rei de hulp van deze twee oversten vraagt. De twee vertonen echter veel begrip voor de grieven en kiezen partij voor de ontevredenen ('zij steunen op hun Recht'). Het twistgesprek herhaalt zich, nu met Belial en Apollion als woordvoerders van de Luciferisten. Als de twee blijven volhouden dat God ongelijk heeft, waagt de rei het zijn meerderen een waarschuwing uit te delen: 'Zie toe, en wacht u wel deze ongenoeght te styven'. 'Wy wenschen,' veinst Apollion, 'dat dees lucht en wolck magh overdryven/ Eerze uitberste, en 't gewest des hemels zette in vier.' Onderwijl stromen steeds meer Luciferisten toe.
Met de komst van Belzebub, eveneens tevreden gnuivend, begint fase twee van het plan. Belzebub gedraagt zich als een officier die zijn manschappen op een oproer betrapt, vraagt wat er aan de hand is, waarop de Luciferisten hem het leiderschap aanbieden: 'wy staen gereet uw scharen,/ Uw' standert, en uw heir te volgen: treck maar aen'. Hij reageert dubbelhartig, zegt niets tegen Gods beleid, maar getroffen door de onenigheid suggereert hij dat men bij God moet bemiddelen. Nu verliezen de Luciferisten alle zelfbeheersing: 'Hier gelt alleen gewelt, en kracht, en wraeck, en dwangk' en even later heeft hun verzoek aan hem om het leiderschap te aanvaarden de kracht van een bevel: 'Dit gansche leger eischt u tot een opperhooft,/ En leitsman op dien toght'. Belzebub veinst een vreedzame oplossing voor het conflict te wensen. De rei doorziet zijn sluw spel niet en valt hem bij.
Volgens plan zou nu Lucifer moeten opdagen, maar in plaats daarvan arriveert veldheer Michaël. Deze treedt op als een generaal en stelt de hoogste in rang onder de relschoppers, Belzebub, aansprakelijk voor de oploop. Belzebub, die zich nog steeds niet openlijk als aanhanger van de Luciferisten heeft doen kennen, weet zich zalvend te excuseren en roept de rei aan als getuige van zijn trouw. Michaël waarschuwt dat onderhandelen mag, maar bij verzet 'wacht uw hooft'. Dit werkt averechts uit, de Luciferisten stellen op even felle toon de eis: 'Men stell' geene amptenaers van 't hemelsch Vaderlant/ Beneden 't aertsch geslacht', want anders zal zelfs geen 'blixemspeer' de onderwerping nog kunnen afdwingen. Dat gaat veel te ver en Michaël beveelt de Luciferisten tot driemaal toe zich te onderwerpen: ten eerste moet men inrukken ('vertreckt naer uwe vanen. Dat past soldaten') en als dat bevel niet onverwijld opgevolgd wordt, dan luidt het tweede bevel dat men de wapens neerlegt. Als ook dit wordt geweigerd, sneert Michaël: 'ghy zyt geen zonen meer van 't licht'. Zijn derde en laatste bevel: 'Welaen, ick wil dat zich d'oprechte en vrome Reien/ En scharen daetlijck van rebelle rotten scheien.' Met alleen de rei engelen trekt hij weg. De Luciferisten blijven achter met Belzebub, wiens dubbelspel nu is uitgespeeld. Hij stelt dat Lucifer de meest geschikte leider is.
Dan arriveert Lucifer, die door het uitkomen van de opstand voor een voldongen feit staat. Hij spreekt de menigte toe en krijgt de strijdbijl aangeboden. Lucifers aarzeling lijkt op een echte tweestrijd en in zijn antwoord klinken dan ook beurtelings elementen van trouw en opstand. Opnieuw volgt hij de schijnredenering dat verzet tegen de mens geen opstand tegen God zou zijn, maar vervolgens belijdt hij trouw: 'Ick ken geen ander Recht; en stutte, als Stedehouder/ Der Godtheit, zyn besluit en raetslot met myn schouder.' Al zijn argumenten tegen de opstand worden door de Luciferisten weerlegd. Lucifer sputtert nog wat tegen, maar zonder overtuiging. Nu duidelijk is dat een derde van de engelen achter de opstand staat, geven Belzebubs woorden een laatste duw aan zijn besluit. Zonder overtuiging geeft Lucifer dan toe aan het verzoek en zijn woorden klinken zelfs modeloos: 'Ick troostme dan gewelt te keeren met gewelt.' Lucifer aanvaardt het leiderschap met te zeggen 'Dat ick, uit noot en dwang, dien last aenvaerden zal', waarna Belzebub meteen wierook, fakkels en lofzangen laat aanrukken om het besluit te bezegelen ('Nu brengt het wieroockvat, ghy godtgetrouwe scharen:/ Bewieroockt Lucifer met wieroockkandelaren'). Het bewieroken, een eer die alleen God toekomt, wijst uit dat, hoe gelaten Lucifer het zich ook laat aanleunen, hij zich in de plaats van God stelt. De rei van engelen klaagt over de afgunst die de groep verdeelt, maar vraagt in de Toezang om een streng ingrijpen, want 'Staetzucht kent noch Godt, noch bloet.'

### Vierde bedrijf
De wierookhulde aan Lucifer is te veel geweest en nu bezorgt Gabriël Michaël het bevel om tegen Lucifer en diens trawanten op te trekken. Zijn schildknaap Uriël brengt hem zijn wapenuitrusting, terwijl Rafaël een laatste poging doet Lucifer op andere gedachten te brengen en hem de olijftak der vrede aanbiedt. Lucifer zelf, beheerst door angst en zenuwen, kan niet geloven aan de overwinning op Michaël en zijn leger, ondanks de verzekeringen van Belzebub. Hij aarzelt de strijd te beginnen en bindt zijn manschappen op het hart dat er geen weg terug is en dat ze daaruit hun kracht moeten putten. Ook vraagt hij zijn officieren nog eens de eed van trouw af te leggen. Dan daalt onderhandelaar Rafaël van boven neer en tracht voor de tweede keer om Lucifer door het aanbieden van de olijftak tot bezinning te brengen. Ook waarschuwt hij Lucifer voor het lot dat hem anders wacht: 'Zoudt ghy uw glansen, die de hemelen vercieren,/ Ons licht verduisteren, in eenen knoop van dieren/ En mengsel van gedierte en ondier onder een,/ Griffioensklaeu, drakenhooft, en andre gruwzaemheên'. Opgelucht dat verzoening nog mogelijk is, komt Lucifer tot bedaren, maar dat betekent ook dat zijn trots en grieven weer opspelen. Zo slaat de slinger van zijn weifeling steeds verder uit.

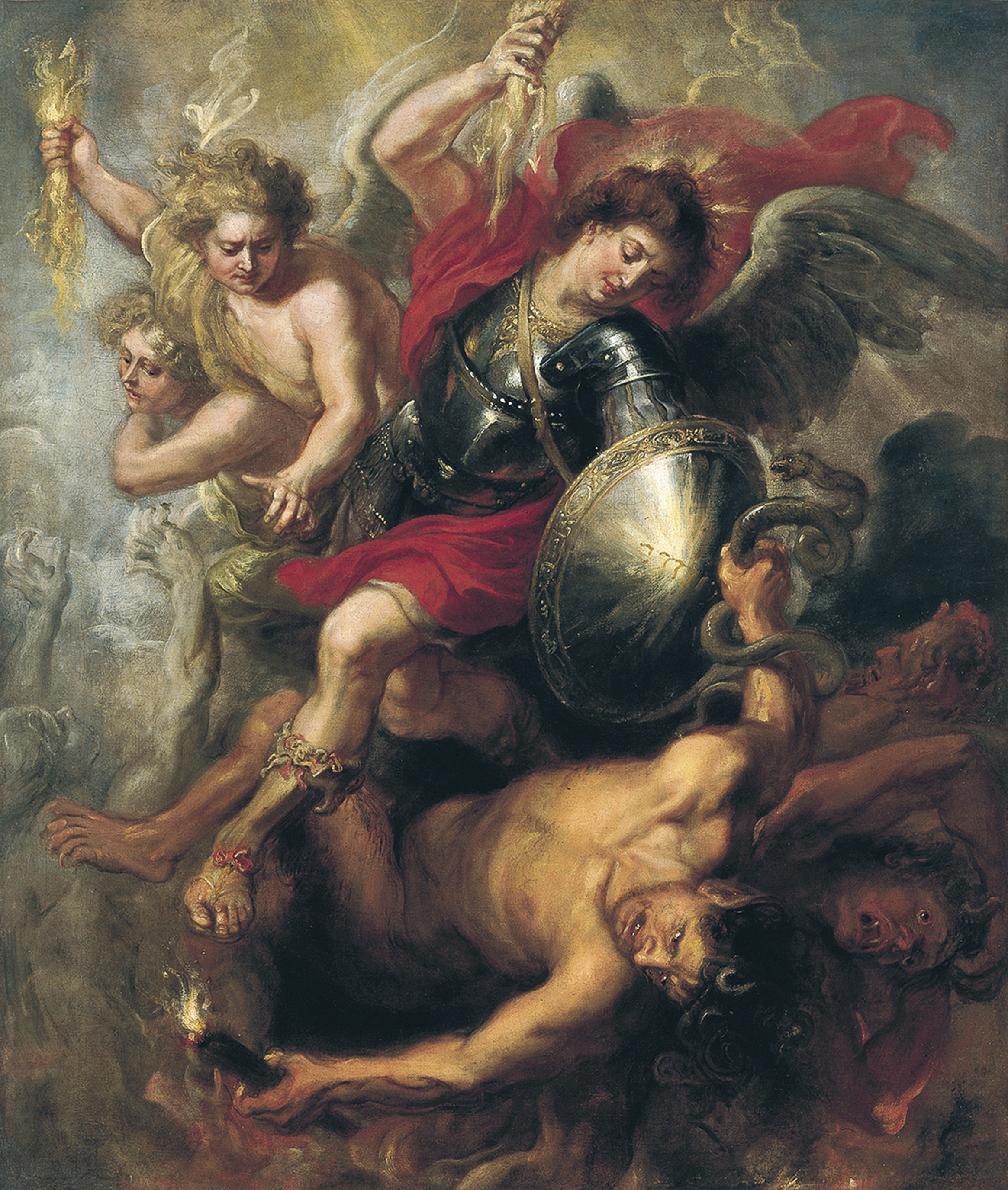
Peter Paul Rubens - De aartsengel Michaël verwijdert Lucifer en de rebellerende engelen uit de hemel, 1622

Rafaël weerlegt Lucifers argumenten als sofismen, want in werkelijkheid is de stedehouder welzeker aan staatzucht ten prooi gevallen. Rafaël biedt nog een derde en laatste maal de olijftak aan: 'Ontfang dien tack van pais: wy offren u Godts vrede.' In een wanhoopsmonoloog verwoordt Lucifer zijn nieuw verworven inzicht dat de ware aard van zijn handelen wel degelijk een opstand tegen God is. Verscheurd door wanhoop meent Lucifer te ver te zijn gegaan en kan, in weerwil van Rafaëls verzekering, niet geloven dat genade nog mogelijk is. Het klinken van de bazuin uit Michaëls leger zet Apollion aan om Lucifer aan te moedigen spoedig tot actie over te gaan. De onzekerheid voorbij, gedraagt Lucifer zich vastberaden zoals een bevelhebber past. Wanneer Michaëls leger in aantocht is, besluit Lucifer ten strijde te trekken. Tot verdriet van Rafaël, die als laatste middel om de strijd nog te voorkomen de hulp van de rei inroept. In dialoog met de rei bidt Rafaël voor Lucifers genade.

### Vijfde bedrijf
Na afloop van de strijd brengt Uriël een levendig verslag uit aan Rafaël. Michaël stelde zijn troepen op in de vorm van een driehoek, terwijl Lucifers leger de vorm van een halve maan aannam. Het eerste treffen levert geen winnaar op, maar na een adempauze lukte het Michaël om een hogere positie in te nemen om de strijd met meer vrucht voort te zetten. Als een waterval stortten zij zich op de opstandigen en Lucifer wist de nederlaag maar net af te wenden. Michaël gaf hem nog een laatste kans: 'Zit af, o Lucifer, en geef het Godt gewonnen./ Geef over uw geweer, en standert: stryck voor Godt.' Lucifer toont zich verbeten: 'D'Aertsvyant van Godts naem, hardneckigh, onbewogen,/ Ja trotser op dat woort, hervat in aller yl/ Den slagh, tot driewerf toe, om met zyn oorloghsbyl/ Den diamanten schilt, met een Godts naem, te kloven.' Die derde aanval op Gods Naam, een rechtstreekse en persoonlijke aanval op God zelf, werd Lucifer fataal. Michaëls bliksem wierp Lucifer van zijn strijdwagen en meteen uit de hemel, evenals zijn wagen en manschappen. Tijdens zijn val naar de aarde verandert zijn gedaante in een monsterachtige duivel.
Na het verslag arriveert de rei van engelen, die Michaël een triomflied toezingt. Dan arriveert Gabriël met de ongelukstijding dat Lucifer op aarde uit wraak de mens ten val heeft gebracht. Beknopt maar volledig zet hij het verhaal van de zondeval uiteen, inclusief de straffen waartoe God heeft besloten. Maar hij belooft ook verlossing. Deze nieuwe situatie noopt Michaël tot maatregelen. Hij beveelt Uriël om het mensenpaar uit het paradijs te verdrijven, Ozias moet de Leeuw en de Draak in de ketens slaan, Azarias moet Gods vijanden samendrijven in de hel en Maceda de zwavelpoel in het midden van de hel aansteken om Lucifer te folteren. God heeft tegelijk met de val echter ook een Verlosser toegezegd en om diens komst wordt gebeden in de rei, zodat de tragedie eindigt in de verwachting van Christus.

## Ontstaansgeschiedenis
Twee aspecten spelen een rol in het ontstaan van Lucifer. Het eerste is Vondels levenslange belangstelling voor staatzucht of Luciferisme als permanent onderdeel in de gehele geschiedenis van de mensheid, die wel moest uitmonden in een werk over dit onderwerp. Het tweede is de manifestatie van staatzucht ten tijde van de conceptie van de Lucifer zelf.

### Het Lucifer-motief in Vondels oeuvre
Vondel was als jong dichter al getroffen door de vele pogingen tot opstand uit heden en verleden, in de Bijbel en in de klassieken. De hoofdoorzaak is vrijwel altijd 'staetzucht' (heerszucht), de begeerte van de mens naar een hogere 'staet' dan God hem had toegewezen. In Vondels ogen was staatzucht hetzelfde als ontevredenheid en verzet tegen God, zodat 'alle aardsche muiterij in den grond niets anders is dan een hardnekkige ononderbroken voortzetting van Lucifers eerste weerspannigheid', zij het niet langer door de uit de hemel gestoten Lucifer persoonlijk tegen God gevoerd, maar 'door den uitverkoren mensch tegen Hem op te zetten'. De vele voorbeelden die Vondels werken van dit Luciferisme te zien geven 'sluiten iedere mogelijkheid tot twijfel aan de continuïteit en de groei van deze gedachte uit'.
Het opstandsmotief is al volkomen aanwezig in het koor uit het vierde bedrijf van Vondels eerste toneelstuk, Pascha uit 1612, met de farao in de rol van staatzuchtige rebel die nijdig is op Gods uitverkoren volk. Al spoedig benadrukte Vondel de parallellie van het heidense met het christelijke Lucifer-motief uitdrukkelijk en vernuftig, namelijk in zijn bijna 1000 versregels lange gedicht Geboortklock van Willem van Nassau uit 1626, waarin het anti-Frans verbond van keizer Adolf van Nassau en koning Eduard II van Engeland een rol speelt. De zwangere prinses Amalia borduurt een historiestuk op de mantel van Adolf Jupijn, waarop het verbond wordt voorgesteld als een roomse adelaar die een bliksemstraal werpt naar het weerspannige volk. Het christelijke tegenbeeld daarvan, met Gods veldheer Michaël in de hoofdrol, is te zien op Eduards mantel. 'In vijftien alexandrijnen', aldus Molkenboer, 'spiegelt Vondel ons in 1626 zijn heele tragedie van ruim 'n kwarteeuw later voor':
D'archengel Michaël, gaet met gevelde speer,
In 's konings mantel fel den fellen draeck te keer:
Die met gekeerden neck vergif braeckt voor sijn' voeten;
Gewieckt, gekamt, geschubt en kaeckelbont van sproeten.
Som blaeu, som groen, som geel, langs glibberigen huyd.
De voncken vliegen 't dier ten brandende oogen wt:
En 's hemels veldheer, die vol moeds dar rusting wraecken,
Bralt met een' wapenrock van gloeyende schaerlaecken.
Gevlerckte cherubin op 's ridders boesem lacht.
Infijn en hagelwit veldteecken ciert dees' draght,
't Schijnt dartle windekens in 't paradijsweb dwarlen,
Van Engelen gesoomt met suyverlijcke parlen,
Besprengt met sprencklen bloeds, geparst met doornekroon
Wt 's heylands hoofdslaep. Gods kampvechter dus ten toon,
Aen sijn' ten ruggebeen frisch wtgewosse pennen,
Met heylgen dau besproeyt, is lichtelijck te kennen.
Verdere voorbeelden van het motief zijn te vinden in Henriette Marie t' Amsterdam (1641), Morgenwecker der Sabbatisten (1642), Konincklycke Harp (1639) en nogmaals in meer uitgewerkte vorm in De getemde Mars (1648). Toen Willem II een aanval op Amsterdam waagde, vergeleek Vondel hem in het vers 'Afval' (1650) met Faëton, de zoon van de zonnegod die onmachtig is de plaats van zijn vader in te nemen en dus de zoveelste dubbelganger van Lucifer. Aan het slot van dit vers brengt de dichter de moraal van deze fabel onder woorden en daarin is de moraal van de Lucifer te herkennen: 'Als 't spel verkeeren zal,/ Komt hooghmoet voor den val'.
De verschijnselen van zijn eigen tijd, zijn studie en 'z'n blik op de zielen' leidden Vondel, in de woorden van Molkenboer, steeds opnieuw 'naar andere vormen van 't ééne Lucifer-motief, waarvan zijn treurspel immers wel het hoogste maar evenmin het eerste als het laatste woord was. Gelijk Lucifer al weerlicht door zijn vroegste werk, veertig jaren vóór 1653, zal de Engelenval blijven nadreunen als de sombere onderklank van nog twintigjarigen arbeid'. Van deze latere werken is in verband met Lucifer nog relevant een passage uit Vondels epos Joannes de Boetgezant uit 1662 waarin God spreekt:
In dit Jerusalem, verwachtende een getal,
Een' oogst van zielen, die het eeuwige verval
Van Lucifer en zijn weêrspannelingen boeten.
'K verwachte een kerck, een bruit, die onder haere voeten,
De maen ziet ondergaen, het draeckenhooft geplet,
Den afgront brullen hoort, terwijlze vry van smet
En met de zon gekleet, op mijnen troon gezeten,
Haer jammeren in 't licht des hemels zal vergeeten.
'Voor 't dieper begrip van Vondels treurspel', aldus Molkenboer, 'zijn deze regelen van veel belang. Ze vormen buiten den Lucifer de eenige plaats, waarin de dichter met een doorzichtigheid, die aan 't letterlijke grenst, de door hem zoo fel gehate erfvijanden van 't Christendom als Luciferisten voorstelt'.

### Politieke staatzucht in de jaren 1640-1650
Tussen 1640 en 1650 associeerde Vondel Luciferisme vooral met het verzet van het Engelse parlement en de puriteinen tegen koning Karel I: naar aanleiding van diens onthoofding in 1649 dichtte Vondel een epigram, Op den Vader-moort in Groot-Britanie, dat inzet met de aanduiding van Oliver Cromwell als een 'Vermomde Lucifer'. De identificatie wordt volgehouden tot in de meerduidigheid van de afsluitende conclusie: 'Soo bouwt het Helsche Heir in 't Engelsch Rijk zijn Troon', waarmee zowel Engeland als het rijk der engelen is bedoeld. De laatste betekenis legt het verband met de opstand van Lucifer, die de troon in de hemel wilde bezetten. De Engelse toestanden brachten de dichter er volgens Smit toe 'het Luciferisme naar zijn satanisch wezen te gaan uitbeelden'. Volgens Molkenboer zijn in Vondels tijd nog wel meer voorbeelden van Luciferisme te vinden, waarvan in Vondels ogen de ernstigste gevallen waren de Turken tegen het christendom, Willem de Zwijger tegen Philips, Wallenstein tegen Ferdinand en Willem II tegen Amsterdam. Toch is geen sprake van een politieke allegorie: de gebeurtenissen hebben slechts een katalyserende functie gehad die Vondel de laatste zet gaf om de reeds in hem levende conceptie van 'Lucifer als oer-type van alle staatzucht' uit te beelden. Eerdere aanleidingen hadden niet dat gevolg, volgens Smit omdat Vondels gedachten toen door een andere problematiek werden beheerst.

### 1648-1654: Vondel werkt aan zijnLucifer

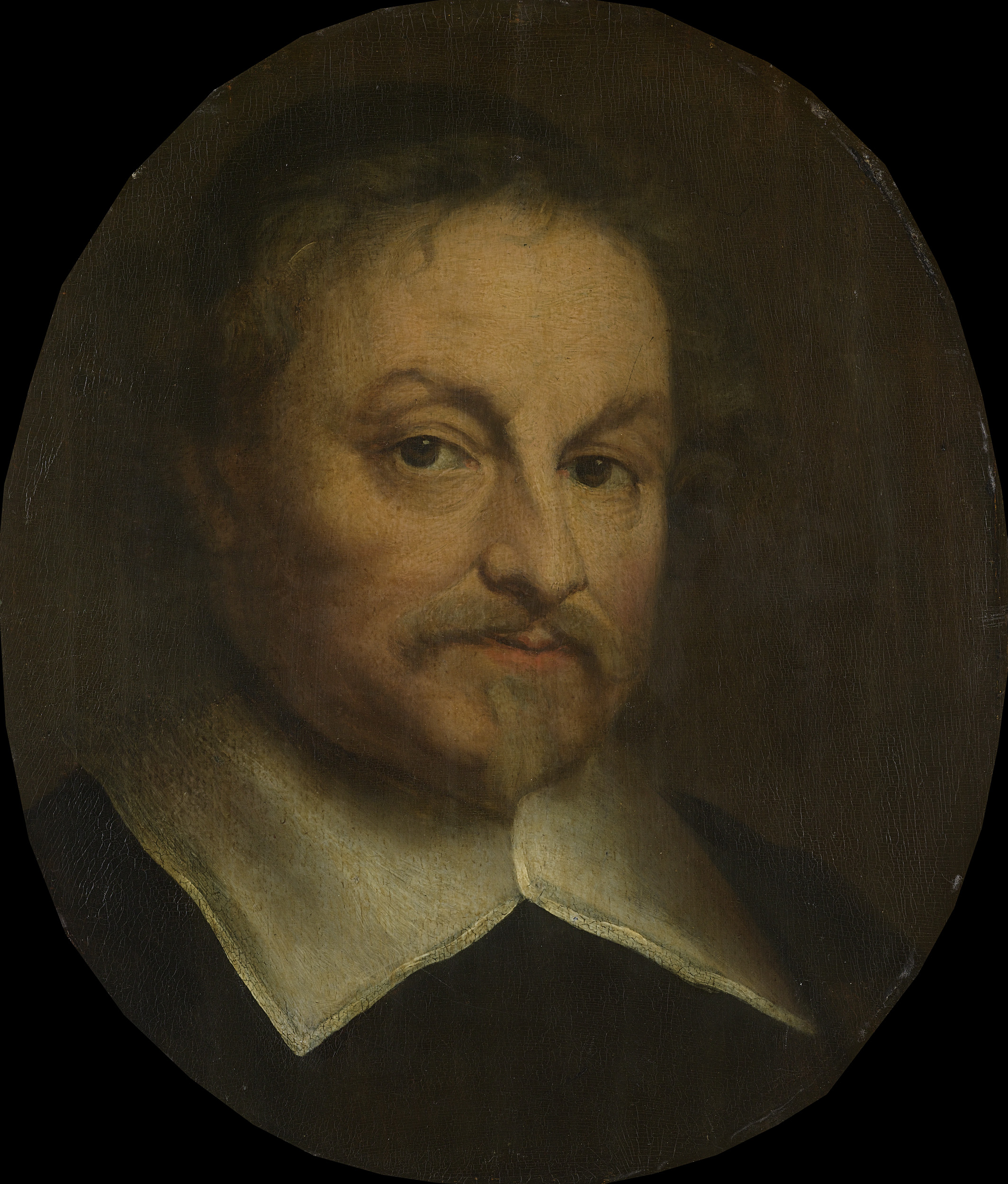
Vondels portret, dat tot begin 21e eeuw abusievelijk aan de kunstschilder Govert Flinck werd toegeschreven. Vondel liet in een gedicht wel weten dat hij in 1653 door Flinck geportretteerd was. Volgens jaarringenonderzoek kan het paneel echter nooit door Flinck zijn beschilderd.

Reeds in maart 1648, vrijwel direct na de afronding van het toneelstuk Salomon, begon Vondel aan de voorstudie voor de Lucifer. In die maand leende hij van Gerardus Vossius twee boeken over engelen: Josephus Angles, Flores theologicarum questionum, in secundum librum Sententiarum (Leiden 1595) en J.G. Stuckius, De angelis angelicoque hominum praesidio atque custodia meditatio (Zürich 1595). Het kostte Vondel zes jaar om Lucifer te vervaardigen. Het werk moet al zijn concentratie hebben opgeëist, want hij produceerde in deze periode geen enkel gedicht van enige omvang.
In 1653 deed Vondel kort verslag van het werk aan het treurspel, en wel in het gedicht 'Op Myne Schildery', over het schilderij dat Govert Flinck van de dichter maakte. Uit dit vers blijkt dat Vondel niet slechts de staatzucht een spiegel wilde voorhouden, maar ook de afgunst (nijd):
Ick sluit van daegh een ring van zesmael ellef jaeren,
En zie myn hooft besneeuwt, en tel myn gryze haeren,
Oock zonder glazen oogh, in deze schildery,
En noch ontvonckt myn hart in lust tot poëzy;
Terwyl ick Lucifer zyn treurrol leer' volspelen,
En met den blixem sla, op hemelsche tooneelen,
Ten schrick en spiegel van de Staetzucht, en de Nyt.
Wat is myn ouderdom? een roock, een damp, geen tyt.

## Barokke taal
'Het toneel en de personaedjen', zo verklaart Vondel in zijn 'Berecht', 'zijn zeker zoodanigh, en zoo heerlijck, datze eenen heerlijcker styl vereischen, en hooger laerzen dan ick haer weet aen te trecken'. Meer dan ergens anders in zijn oeuvre, aldus de stijlanalyticus Kramer, 'ontwikkelt [Vondel] de renaissancistische vormelementen tot krachten van sensitieve epische schildering en lyrische verheffing, van een emphatisch-pathetische, maar beheerste Barokstijl'. De kenmerken van deze stijl zijn volgens Kramer bij uitstek typerend voor de Barok, die een kunst van scherpe tegenstellingen is: God tegenover Satan, licht tegenover donker, deemoed tegenover hoogmoed, gehoorzaamheid tegenover verzet. De drie voornaamste trekken van de Barokstijl zijn alle kenmerkend voor Lucifer: een grootse en massale conceptie; een sterk dynamische voorstelling; en scherpe tegenstellingen. Het betreft 'de stijl der beeldende omschrijving en van het rijke ornament', die een rechtstreekse, alledaagse aanduiding vermijdt en zich in plaats daarvan bedient van perifrase om een verrijkend esthetisch accent aan te brengen, met name waar het om verheven zaken als God en de engelen gaat. God zelf wordt omschreven als 'Het hart, de bronaer, d'oceaen/ En oirsprongh van zoovele goeden/ Als uit hem vloeien en bestaen/ By zyn genade, en alvermogen,/ En wysheit' (vs. 294-298); 'Godt, d'onverzetbre stam/ En oirsprongh, en de bron en Vader aller dinghen,/ Die wezen en natuur en eigenschap ontvingen' (vs. 2009-2011). Daarbij komen superlatieve aanduidingen nogal eens voor, zoals 'der zonnen zon', 'der glanssen glans', 'aller glanssen Majesteit'. Soms is sprake van schilderen met woorden, in verachtelijke zin (de mens is ' een aertworm, uit het stof gekropen, en gegroeit ') dan wel affectief geladen: 'ick zie de goude bladen, Met perlen van de lucht, de zilvren dau, geladen'.
Vondel volgt de klassieke 'repetitio'-figuur na; hij plaatst verschillende benamingen, metaforen en andersoortige omschrijvingen 'als zovele spiegels om haar objecten, om er al hun rijkdom in op te vangen en te weerkaatsen'. Te denken valt daarbij aan:
1. ketens van door één gevoelstoon verbonden substantieven, bijvoorbeeld waar de Rei van Engelen iets van de hemelse vreugde wil suggereren: ' triomfen, kransen, palmen,/ En harpen passen ons, en snaren' (vs. 811-812); of ter aanduiding van het licht der hemelse paleizen: 'in den glans,/ Die galery, en tin, en trans,/ Gewelf van koor en hof verguldt' (vs. 748-750); of de weelde van het Paradijs: 'Dan zwelt de boezem der landouw van kruit, en kleur,/ En knop, en telgh, en bloem, en allerhande geur ' (vs. 75-76);[38]
2. het gebruik van synoniemparen, een vorm van 'de typisch barokke trek naar multipliceren en potentiëren der uitdrukking'. Het gaat om variaties van één gevoelstoon, zoals ' Manne en honighdau ', of ' licht en glanssen ', die ook drieledig voorkomen: ' licht, en glans, en stralen '. Zo vindt ook intensivering van kernbegrippen plaats, waarbij vaak alliteratie en assonantie aanwijsbaar is, zoals in: 'Dat overschrijdt het perck en peil van ons vermogen', 'uw zin en inzien te verstaen'; ook dit komt wel drieledig voor: 'zyn wenck, en woort, en wil/ verstrecken ons een wet, en maat, en vaste regel'.[39]

Bijzonder vaak is sprake van verbindingen van met gevoelskracht geladen synonieme werkwoorden: volheid in 'Hoe klaer de hemel oock van starren blinckt, en barnt, breedte in 'De Godtheit wordt in hem gedient, en aengebeden, bewieroockt, en geviert, verontwaardiging in 'Gaet hene, viert, en dient, en eert dit nieuw geslacht', trots in 'Laet zien wie Lucifer durf trotsen, en braveeren, en kracht in 'de gansche hemel waeght en dreunt van uw geschillen'. Tot een climax voert deze volgende reeks van drie synoniemen: 'Terstont begint het hart der schoone bruit te blaken,/ T' ontvoncken, en zy vlamt op d'aengepreze vrucht'. Een sterke indruk van affect levert de herhaling van Rafaëls manende woorden op: ' Legh neder, och legh neder/Legh neder ' (de bijl). Hetzelfde geldt voor Uriëls verslag van de hemelse strijd: 'Helaes, wat durf, wat durf d'Aertsengel zich vermeten'. Affect spreekt ook uit het gevarieerd uitdrukken van hetzelfde: 'Ondanckbre geesten, zwyght; betoomt uw snoode tonghen; 'Verdrinckt in jammer; zinckt in droevige gedachten'.
Zoals vermeld zijn tegenstellingen typerend voor de barok gebruik van tegenstellingen werkt ook indien als stijlmiddel ingezet: 'Zal 't eeuwigh licht nu schuil gaen in den nacht/ Der weerelt?' (vs. 474-475), 'Indien de bron van 't licht haer klaerheit quam te dompelen/ In 't graf van een moerasch' (vs. 537-538), 'Ghy, die den duistren gront van Godts geheimenissen/ Door 't licht van uw vernuft ontdekt, en openbaert' (vs. 453-454). De antithese wordt vaak nog versterkt door:
1. het concetto, een soort spitsvondigheid: 'Hun leven is beminnen/En wederminnen met een' onderlinge lust,/Onendelyck gelescht, en nimmer uitgebluscht' (vs. 146-148); 'ons schikken is den Staet van dit Heelal verwarren,/Misschicken al wat Godt geschickt heeft, en beleit' (vs. 947-948);
2. een superlatieve tendens: 'Laet perle en perlemoer u zuiverheit beloven;/ Haer blanckheit gaet de perle en perlemoer te boven' (vs. 173-174), of 'Bejegent Engelen, hoe schoonze uw oogh behaeghden;/ Het zyn wanschapenheën bij 't morgenlicht der maeghden' (vs. 161-162).[40]

De indruk van beweging wordt uiteraard vooral bereikt met werkwoorden; vooral in passages met een op zichzelf weinig actieve inhoud is het effect van activiteit opmerkelijk, zoals de beschrijving van het haar van Eva:
Nu blinckt geen Serafyn, in 't hemelsch heilighdom,
Als deze, in 't hangend hair, een goude nis van stralen,
Die schoon gewatert van den hoofde nederdalen,
En vloeien om den rugh, zoo komtze, als uit een licht,
Te voorschijn, en verheught den dagh met haer gezicht.
Ook Apollions schets van hoe het Paradijs eruitziet is vol met actieve werkwoorden:
De hof valt rond, gelyck de kloot der weerelt is.
In 't midden ryst de bergh, waer uit de hoofdbron klatert
Die zich in vieren deelt, en al het lant bewatert,
Geboomte en beemden laeft, en levert beken uit,
Zoo klaer gelyck kristal, daer geen gezicht op stuit.
De stroomen geven slib, en koesteren de gronden.
Hier worden Onixsteen en Bdellion gevonden,
Hoe klaer de hemel oock van starren blinckt en barnt;
Hier zaeide vrouw Natuur in steenen een egstarnt,
Dat onze starren dooft. hier blinckt het gout in d'aderen.
Talrijk zijn verbale substantieven als in 'Een wacker dienaer vlieght op t wencken van zijn heer' en het omgekeerde, het verdringen van het statische substantief door er een werkwoord van te maken: 'de mensch vergodlyckt in zijn troon'. Werkwoorden die beweging uitdrukken krijgen grotere intensiteit door ze te voorzien van richtinggevende bijwoorden: 'Dus komen ze afgestort, 'een waterval... ten dale nederbruischt.
Vondels 'barokke lust aan krachtige, klinkende woorden, zijn hartstocht voor eigengevormde samenstellingen en afleidingen' laat zich met tal van voorbeelden adstrueren. Voorbeelden van samenstellingen zijn blixemspeer, diamantschild, moortspelonck, hartquetsuur, klaghtbewint, belleghzucht. Rens wijst op de veel voorkomende hendiadys, een figuur die één zaak uitdrukt door er twee te noemen. In Lucifer komt deze stijlfiguur in twee gedaanten voor, namelijk als tautologie ('nut ende oorbaar'), twee woorden die elkaars synoniemen zijn waardoor een van de twee genoeg was geweest. Dit draagt ertoe bij dat een stijl een zekere gedragenheid en sonoriteit verwerft. Bij het tweede type is sprake van een attributieve verhouding, of de verhouding van een van-bepaling. Als voorbeelden kunnen genoemd worden 'heil en staat' voor 'heilstaat' en 'glans en ader' voor 'glanzende oorsprong'. Kramer noemt als voorbeelden van deze 'typische en-verbindingen' onder meer de combinaties morgenstarre en strael voor stralende morgenster, 'livreien en vroolyckheit' voor vrolijke livreien, 'ramp en val', en 'groente en verf' voor frisse verf. Hij omschrijft het effect van Vondels verbinding van twee geaccentueerde substantieven als 'niet alleen rijker van klank, maar meer suggestief beeldend dan één substantief met ondergeschikt adjectief, omdat de gevoelssferen der gecopuleerde woorden rijker sensitief en affectief samenwerken'.
Het is de metaforische en allegorische verbeelding van de spirituele wereld in de klanken en kleuren van de zintuiglijke wereld, 'de wederkerige sensualisering van de geestelijke en de spiritualisering van de zinnelijke wereld, die Vondels Lucifer tot kroonwerk van onze zeventiende-eeuwse taalkunst verheft', met als rijkste metaforische verbeeldingsveld het licht en aanverwante aspecten als glans en stralen, dag en dageraad, zon en sterren. De Godheid, de zon der zonnen, vertoeft in het grondeloze, ongenaakbare licht, de glans des hemels. De engelen, zonen van het licht, zijn sterren 'die bloeien in den dagh, die neerstraelt van Godts glans'. De mens is t nieuwe licht, een andre klaerheit' die glans der engelen 'doot schynt'. Daarnaast is het licht het symbool voor eigenschappen als Gods genade en liefde alsmede van zijn gaven aan engelen en mensen: 'het licht van uw [=Gabriëls] vernuft'. Tegenover het lichtcluster staat het cluster duisternis, met termen als nacht, schaduwen, wolken, nevels, damp - ook aangewend als werkwoorden zoals verduisteren of benevelen. De tegenstelling treedt voortdurend op de voorgrond: 'de strael van Zijn gezicht verraedt de duisternis van Lucifers verraet'.
Vondels neiging tot intensivering is goed zichtbaar in Uriëls verslag, 'barokke beschrijving bij uitnemendheid' vanwege de vele, vaak schilderende, epitheta en door de vergelijkingen: 'zoo snel gelyck een vlugge pyl, gedreven van de pees'; 'zoo spiegelglad, gelyck een diamant geslepen'; zoo pal, gelyck metale muren, staen'. Kramer wijst vooral op vs. 1849-1875 als een barokke 'overstelping van elkaar verdringende brede vergelijkingen (...) die meer allegorische illustraties zijn dan karakteriseringen'.
De klassieke paronomasia gebruikt Vondel zowel in de enge zin van het samenbrengen van gelijkluidende woorden met verschillende betekenis ('met nederslaghtigheit en neergeslagene ogen') als in de ruime van klankherhaling, met name in de gepaarde eindrijmen, waarbij soms similiter cadens optreedt (verworpen, en verdoemen - vergulden, en verbloemen).
Een meer poëtische eigenschap van de stijl is het gebruik van een woord in meerdere betekenissen. Het woord 'staat' kan betekenen 'soevereine politieke eenheid', 'toestand', of 'stand' (een bepaald niveau binnen een sociale rangorde). Ook de metaforiek behoort tot de poëtische stijlelementen. In de hemel is geen zwaartekracht en dus heeft de auteur zich voor de bewegingen van de engelen gebaseerd op het vliegen van vogels en de bewegingen van hemellichamen. Om de hemelse veldslag te beschrijven zijn zeevaarttermen gebruikt als ruimtevaarttermen om de bewegingen van de zwevende engelen aan te duiden. Daarnaast speelt het licht de hoofdrol, in de woorden van Rens: 'Gans Lucifer baadt in een onstoffelijk zonnig goud, dat soms beklemmend verduisterd wordt'.

## Structuur

### Personagestructuur
De uitbeelding van de personages verloopt volgens een symmetrisch en hiërarchisch patroon, al bestaat er discussie over de precieze aard hiervan. Hoe onderzoekers hierover denken, hangt met name af van hun antwoord op de vraag of Lucifer van meet af aan het kwaad vertegenwoordigt dan wel pas in de loop van het treurspel definitief voor het kwaad wordt gewonnen.
Het standpunt van Molkenboer is niet helemaal duidelijk. Ook al ziet hij 'van 't eerste oogenblik, dat Lucifer optreedt, (...) in hem den hoovaardige bij uitstek', Molkenboer ziet ook ontwikkeling bij de stedehouder. Zo deinst Lucifer bij het zien van de uitbreiding der opstand terug 'en zoekt inwendig naar 'n oplossing.' Zijn val is pas 'door zijn aanvaarden van de goddelijke eer een feit' en dat is nog voor de strijd met Michaëls troepen, maar ver na het begin van het treurspel.
Asselbergs ziet in Lucifer de drie demonische krachten hoogmoed, nijd en wanhoop belichaamd. Onder Lucifer plaatst hij de drie wederspannige oversten Belzebub, Belial en Apollion, die overeenkomst vertonen met 'de allegorische personificatie van ondeugden uit middeleeuwse mysteriespelen' en die hij daarom vereenzelvigt met drie ondeugden, respectievelijk 'ongehoorzaamheid, list en twijfelzucht', terwijl de afvallige rei der Luciferisten ten prooi valt aan 'weerstandloosheid tegen de boze begeerte'. Lucifer strijdt met de Luciferisten, die met hun opstelling in een halve maan aan de islam refereren, tegen Michaël, die met zijn manschappen in driehoeksformatie de Drievuldigheid verzinnebeeldt. Zo gezien is Michaël de tegenhanger van Lucifer en de verdediger van Gods naam. Onder hem staan Gabriël, Rafaël en Uriël, die Asselbergs identificeert met de respectievelijke deugden 'de boodschapbereidheid, de oprechtheid en de geestdrift', terwijl hij de rei 'diepzinnig verantwoorde wijsheid' toeschrijft.
Volgens Smit steekt de constellatie van personages anders in elkaar, want volgens hem behoort Lucifer niet van meet af aan tot het opstandige kamp, maar is de stedehouder de inzet van een strijd tussen goed en kwaad. Rondom het middelpunt Lucifer staan twee dualiteitsgroepen die elk proberen hem aan hun kant te krijgen. De weifelmoedigheid van Lucifer is volgens Smit oprecht en niet geveinsd als onderdeel van het plan der samenzweerders. Hij ziet hiervoor drie argumenten. In de eerste plaats is de dubbelhartigheid van het duo Apollion-Belial en van Belzebub gemarkeerd door hen een terzijde te laten uitspreken dat elke twijfel aan hun bedoelingen wegneemt. Een dergelijk terzijde ontbreekt bij het optreden van Lucifer. Ten tweede is het plan verstoord door de ontdekking ervan door Michaël en daardoor is een nieuwe situatie ontstaan waarop de haastig ontboden Lucifer zich niet heeft kunnen voorbereiden. Ten derde duiden alle tekenen erop dat dualiteit ten grondslag ligt aan het drama van Lucifer, waarbij de hoofdfiguur heen en weer wordt geslingerd tussen goed en kwaad. Het is niet aannemelijk dat die strijd al principieel beslist is met de eed van Lucifer en zijn bevel om de opstand voor te bereiden in het tweede bedrijf, want dan is verdere dramatische ontwikkeling onmogelijk.
Rens beschouwt Lucifer wel als een van meet af aan kwade geest. Toch lukt het Vondel te beantwoorden aan de artistieke eis dat de hoofdpersoon niet eendimensionaal mag worden getekend: 'Vondels grote kunst bestaat er nu juist in, Lucifer in dit alles als een complexe, genuanceerde figuur voor te stellen'. In zijn visie waakt Lucifer ervoor zich roekeloos in een gevaarlijk avontuur te storten, omdat hij 'een berekenend politicus, niet een besluiteloze zwakkeling is'. Mogelijk twijfelt Lucifer aan de legitimiteit van de opstand, maar 'aan zijn vastbeslotenheid om althans voor de mens tot geen prijs te wijken, kan geen moment worden getwijfeld'. Lucifer is voor Rens een sterk karakter dat volgens een vooraf beraamd plan te werk gaat maar ook ontwikkeling vertoont: 'Na de boodschap van Rafaël gaat hij beseffen dat hij in een zelfmoordonderneming is geëngageerd'.
Latere onderzoekers sluiten zich aan bij Smit, wiens visie op Lucifer is gestoeld op zijn inzicht dat Vondel vanaf 1640 de Poetica van Aristoteles bestudeerde met begeleiding van Daniël Heinsius en Gerardus Vossius. Aan Aristoteles ontleende Vondel het inzicht dat de ware tragische held heilige noch schurk is, maar daartussen heen en weer wordt geslingerd. Tekstbezorger Schenkeveld-Van der Dussen spreekt dan ook van 'een aristotelische hoofdpersoon', wie de fatale fout wel moet worden aangerekend, maar die 'toch eerder een misslag dan een bewust gezochte misdaad' begaat. Ook volgens literatuurhistorici Karel Porteman en Mieke B. Smits-Veldt werd Lucifer 'niet vanaf het begin voorgesteld als een personificatie van het kwaad.' Vondels eerste creatie volgens deze aristotelische normen is de hoofdfiguur uit Salomon (1648).
Volgens Smit staan de groepen, Lucifer niet meegeteld, symmetrisch tegenover elkaar in drie corresponderende hiërarchische niveaus. Aan de kant van het goed is Michaël de hoogste in rang; zijn tegenhanger aan de kant van het kwaad is niet Lucifer, maar Belzebub. Meteen daarna komen Gabriël tegenover Apollion en Rafaël tegenover Belial: de aartsengelen zijn Gods vertrouwelingen, de andere twee de raadgevers van de opstand. Beschermengel Rafaël vindt zijn antithese in Verderver Apollion, Gods Gehemeinistolk Gabriël staat tegenover de Bedrieger Belial, tolk van de leuzen van het verzet. Op de derde positie staan dan de groepen: de rei van engelen tegenover de Luciferisten. Uriël maakt van deze constellatie geen deel uit, omdat hij zich buiten de strijd om Lucifers loyaliteit houdt.
De symmetrie strekt zich ook uit tot de individuele personages. Molkenboer spreekt van het trio 'Gabriël de wijze, Michaël de strenge, Rafaël de milde' en meent ook dat de kwaadwilligen 'ieder hun eigen trekken' vertonen: 'Apollion en Belial (sterk verwant) die van nijd en gestook, Belzebub van list en intrigue, Lucifer van trots en zwakheid'. Smit, bij wie Lucifer dus niet vanaf het begin deel uitmaakt van het kwaad, koppelt de individualiteit van de opstandelingen aan hun naam en constateert wel onderscheid tussen Apollion en Belial: de betekenis van de naam Apollion, Verderver, komt tot uitdrukking in de karakteristiek die Lucifer van hem geeft (vs. 652-655) en op dezelfde manier blijkt de individualiteit van Belial uit zijn optreden als Bedrieger (vs. 663-665). Rens meent dat de uitbeelding van de symmetrie niet volmaakt is, omdat de goede engelen duidelijker van elkaar verschillende rollen zouden hebben dan de slechte: Gabriël vertolkt Gods wil, Rafaël Gods liefde en Michaël Gods macht. In deze formulering personifieert elk der engelen een aspect van God. Daarentegen zouden de boze engelen nauwelijks van elkaar verschillen.

### De vijf stadia van het klassieke drama
De vijf bedrijven van de Lucifer corresponderen met de vijf fasen van het klassieke drama:
1. expositie: uiteenzetting van het voorafgaande, noodzakelijke voorkennis om de handeling te kunnen begrijpen.
2. intrige: de verwikkeling waarmee spanning wordt gecreëerd.
3. climax: het opvoeren van de spanning.
4. catastrofe: de spanning bereikt het hoogtepunt en de ontknoping (lotswisseling of staatsverandering) neemt een aanvang.
5. peripetie: de beslissende wending en de afwikkeling.[63]

Rens heeft de structuur in nog andere termen beschreven. Het eerste bedrijf levert de expositio of protasis: God heeft een nieuwe situatie geschapen en het is nu aan de engelen daarop te reageren. De epitasis beslaat het tweede, derde en het begin van het vierde bedrijf: Lucifer neemt zich een opstand voor, organiseert zijn medestanders en laat zich bewieroken. Het resterende gedeelte van het vierde bedrijf is wat Vondels tijdgenoot de geleerde Scaliger de catastasis heeft genoemd, het hoogtepunt van de verwikkeling, waarin Lucifer na Rafaëls boodschap in dubio komt te staan. Het besluit om de strijd toch voort te zetten luidt het begin in van de catastrophe, die het hele vijfde bedrijf beheerst. Uit de hemel gestoten wreekt Lucifer zich en legt daarmee de basis voor de Menswording.
Een ander, met de peripetie verbonden structuurelement is de agnitio, door Vondel 'herkennisse' genoemd. In een klassieke tragedie dient de hoofdpersoon zelf in te zien dat zijn lot een wending heeft genomen en de verwoording van dit inzicht komt na de wending. De peripetie en agnitio zijn structuurgegevens die Vondel steeds bewuster ging nastreven tot ze uiteindelijk de kern van zijn tragische opzet uitmaakten. De peripetie behelst de verandering van Lucifer en de Luciferisten van engelen in duivelen, zoals achteraf beschreven door de goede engelen. De opstandige engelen hebben na hun definitieve val geen tekst meer, omdat anders de eenheid van plaats verbroken zou worden, nu ze op aarde verkeren.
De agnitio van Lucifer komt nog vóór de beslissende slag, als hij tot het inzicht komt dat zijn opstand tegen de mens wel degelijk een opstand tegen God is (vs. 1634-1655). In deze zogeheten 'wanhoopsmonolog' noemt Lucifer zijn zonden "lasterstucken" en erkent zijn "verwatenheid". Volgens Wijngaards staat hij 'hier op de grens van berouw over zijn wandaden.' Zijn agnitio komt dus nog voor de peripeteia. Ook volgens Porteman en Smits-Veldt 'gaat zijn inzicht (...) vooraf aan zijn feitelijke ondergang', maar Lucifer 'concludeert in zijn wanhoop dat het te laat is om nog terug te gaan'.
Rens onderscheidt nog een tweede peripetie. De hemel juicht over Michaëls overwinning, maar dan komt Gabriël met het bericht over de zondeval van de mens. Deze peripetie zou ook gepaard gaan met een agnitio, namelijk 'het inzicht dat de overwinning een waan was, in zover als Lucifer daardoor machteloos zou zijn geworden, de godwording van de mens zonder problemen zou verlopen'. Rens vermeldt niet waar en zelfs of deze agnitio verwoord wordt. Toch is dit essentieel, want het ontbreken van een dergelijke passage wijst erop dat ook de tweede ondergang niet als een peripetie moet worden opgevat. De visie van Rens krijgt dan ook geen bijval in de latere editie van Schenkeveld - Van der Dussen, waar alleen de hierboven genoemde agnitio wordt erkend als de herkennisse in het stuk. Porteman en Smits-Veldt daarentegen signaleren wel dat het bericht over de zondeval de stemming onder de overgebleven engelen om doet slaan van vreugde 'naar grote ontsteltenis.'

### Eenheid van tijd, plaats en handeling
De drie eenheden van plaats, tijd en handeling zijn maar in beperkte mate van toepassing. Hoewel Vondel bij zijn andere toneelstukken steevast de tijdsduur aangaf, luidt zijn enige toneelaanwijzing bij Lucifer: 'Het toneel is in den hemel.' De hemel is wijd als de kosmos, een nadere begrenzing is niet te geven. Hoewel niet alle scènes zich op dezelfde plek in de hemel afspelen, moet daarom toch eenheid van plaats worden aangenomen. Vanwege deze eis kon de zondeval op aarde in het slotbedrijf alleen worden weergegeven door Gabriël er verslag van te laten uitbrengen. De uit de hemel op aarde gevallen engelen krijgen dan ook geen tekst meer. Het ontbreken van een tijdsduur is consequent, want de hemel kent geen tijd, laat staan de aardse dagindeling. Onder verwijzing naar de versregel 'Een eeuw beneden is om hoogh een oogenblick' (vs. 888) stelt Smit zelfs dat het geven van een hemelse tijdsaanduiding 'een dwaasheid' zou zijn geweest. Over de eenheid van handeling bestaat uitvoerige discussie over de functionaliteit van het verslag van de zondeval binnen de handeling.

#### De zondeval van Adam en Eva
Vanaf de negentiende eeuw, toen de Lucifer aan de vergetelheid werd ontrukt, is kritiek uitgeoefend op het slottoneel met het verhaal van de zondeval van Adam en Eva. Onder meer de literatoren Nicolaas Beets en Jacob van Lennep, en de literatuurhistorici Jan te Winkel en Willem Jonckbloet hebben zich daartegen gekeerd. Molkenboer noemt de laatste honderdzestig verzen 'een samengeperst aanhangsel' en dus een 'grove fout' omdat de dichter het toneel ineens naar de aarde zou verplaatsen en daarmee niet alleen de eenheid van plaats doorbreken, maar ook die van handeling doordat 'hiermee aan een heel nieuw konflikt en tweede treurspel' begonnen werd. Vondel, die het drama 'moedwillig verstoorde door nieuw getreur', had zich 'bij het schrijven van dit slottooneel niet weten te bedwingen'. Deze uitspraken vertegenwoordigen ongeveer een eeuw van kritiek op het slot en die heeft beschouwer P. Leendertz doen verzuchten: 'Voor wat voor een stumper ziet men Vondel toch wel aan?'. Volgens Leendertz zouden kenners van de middeleeuwse mysteriespelen namelijk begrepen hebben dat het stuk niet kon eindigen met de reizang uit vers 2019. Het stuk draait niet om Michaëls overwinning, maar om Lucifers nederlaag. Met het uit de hemel werpen van Lucifer is de hoogmoed wel verslagen, maar niet vernietigd: de val van Adam luidt de aanvang van de voltooiing in. De nederlaag van Lucifer is pas dan volkomen wanneer de geheimzinnigheid van Gabriëls boodschap omtrent de Menswording een concrete gestalte krijgt. Hiertoe is wel de zondeval van de mens nodig. Het einde van het drama zou dus de geboorte van Christus moeten zijn, 'of nog liever Zijne hemelvaart'. Zo werd het in de mysteriespelen ook opgevat, maar de tijd der mysteriespelen was voorbij, terwijl de overwinning van Michaël op Lucifer weer een te onbevredigend slot zou zijn. Met het besef dat juist de zondeval tot de Menswording zou leiden, krijgt Lucifers geestelijke straf zijn beslag, de 'zelfverwijtende spijt: o, had hij dat kunnen voorzien, dat hetgeen hij als eene overwinning beschouwde, de voltooiing was van zijne nederlaag!'.
De meeste moderne commentatoren sluiten zich met aanvullende argumenten bij de interpretatie van Leendertz aan. Zonder de zondeval zou het stuk zijn geëindigd met de bedrieglijke suggestie dat Lucifer definitief verslagen zou zijn, terwijl hij in werkelijkheid de eigenlijke tegenpool van Christus is, de nooit opgevende bestrijder van God in de mens, alleen door Christus zelf te overwinnen. Dat Lucifer zelf de Menswording bewerkstelligt die hij juist wilde voorkomen, is een staaltje dramatische ironie. Smit wijst erop dat Gabriëls verslag van de zondeval noodzakelijk is, omdat daaruit pas blijkt dat Lucifer niet alleen uiterlijk, maar ook in karakter en gedrag een echte duivel is geworden. Wijngaards ziet een spiegeleffekt: de val van Lucifer wordt gespiegeld in de val van Adam, bij wie het tragische perspectief ligt. Adam belichaamt de katharsis van het stuk, omdat het uiteindelijk gaat om de mens, niet om een engel. Rens merkt op dat het stuk zonder zondeval zou zijn uitgelopen op een - voor een tragedie ongewenst - gelukkig einde, dat dan zou hebben bestaan uit het vieren van Michaëls overwinning in de hemel. Nog in 2002 echode criticus Piet Gerbrandy de allang weerlegde kritiek: 'Het enige echt zwakke punt van deze tragedie is het slot' waar volgens hem 'Vondel reeds Adam in ballingschap aankondigt'.

## Thema's en motieven
De thematiek van Lucifer kent diverse aspecten, zoals 'het vraagstuk van macht en machteloosheid, van recht en onrecht, van vrede en (burger)oorlog, bestuurlijke betrouwbaarheid en doorzichtigheid van besluitvorming'. Het karakter van Lucifer zelf en de religieuze en de politieke strekking hebben het meeste commentaar uitgelokt.

### Hoogmoed (staatzucht)
Staatzucht is een bijzondere vorm van hoogmoed die erop neerkomt dat de mens streeft naar een hogere status dan God hem heeft toebedeeld. Dit impliceert dat de mens duidelijk is gemaakt waar de grens ligt, want anders zou er geen verschil bestaan met legitieme ambitie. Bij Vondel is er vaak sprake van een verband met de problematiek van het eerstgeboorterecht, waaraan wordt getornd door ouderlijke of goddelijke wil. Aangezien de staatzuchtige de beperkingen die het gezag hem op heeft gelegd niet aanvaardt, is er dus altijd sprake van opstand.
Om een geloofwaardige treurspelheld te zijn, moet Lucifer plausibele redenen hebben voor zijn opstand. De rechtvaardiging van zijn opstand berust op twee grondslagen, waarvan de eerste staatsrechtelijk is. Lucifer hangt een feodale rechtsopvatting aan, waarbinnen geen afbreuk kan worden gedaan aan een eenmaal toegekende bevoegdheid zonder dat de leenheer 'trouwbreuk begaat en aldus zijn eigen waardigheid schendt.' De tweede is de ondoorgrondelijkheid van het besluit tot de Menswording, waardoor Lucifer weigert om in Adam God te eren. Zo is Lucifers opstand in eigen ogen gerechtvaardigd, maar in werkelijkheid overschrijdt hij de aan zijn wezen gestelde grenzen en begaat dus de zonde der hoogmoed.

### Afgunst (nijd)
Verschillende commentatoren hebben erop gewezen dat het treurspel en het conflict begint met afgunst. Molkenboer ziet in het eerste bedrijf de afgunst aan het woord, waarna met het aantreden van Lucifer in het tweede de hoogmoed aan de beurt is. Volgens schrijver Frans Kellendonk heeft Vondel er meer dan eens op gewezen 'dat de naam "Eden" wellust betekent. Het is de aardse wellust die de afgunst van de engelen wekt, want die kan bevredigd worden, terwijl de engelen, geestelijke wezens immers, nooit verzadiging bereiken kunnen'. In deze visie is de strijd om de rangorde slechts een afgeleide van de oorspronkelijke seksuele afgunst. Toch heeft althans Apollion iets mannelijks, want Belzebub verdenkt hem ervan te blaken 'van minne om 't vrouwelijke dier' (vs. 163). De beschrijving van Eva is voor Gerbrandy een bewijs van Vondel als 'een aards en zinnelijk dichter die zich niet kan voorstellen dat zelfs een hemels wezen niet onder de indruk van de vrouwelijke anatomie zou komen. De voluptueuze rijkdom van Eva's charmes, die andermaal Rubens in herinnering roept, wordt royaal aangezet door de alliteraties, de assonances en de herhaling in 'aanminnigheid' en 'minnelijke', terwijl ten minste drie zintuigen worden bediend'.

### Geloof versus verstand
Discoursanalist M.M.H. Bax ziet de kwestie geloof versus verstand als 'het centrale vraagstuk in de tragedie'. Lucifer is niet in staat zich te onttrekken aan zijn kritische, rationele oordeelskracht en schiet aldus te kort op het punt van onderwerping aan Gods wil; in Bax' ogen 'het dragend motief' van het stuk. Deze controverse tussen geloof en verstand correspondeert in Lucifer met de keuze tussen acceptatie en opstand. Hij wordt uitgedaagd niet te handelen naar de slotsom van zijn kritische evaluatie van het Godsbesluit. De deemoed des geloofs is bij Lucifer een minder sterke kracht dan 'rationeel vernuft en eigengereide rechtszin'.
De opstandige engelen bedienen zich van argumentatie die is gebaseerd op het oudste recht: 'het past rechtschape heerschappyen/ Geensins hun wettigheit zoo los te laten glyen:/ Want d'oppermaght is d'eerste aen hare wet verplicht;/ Verandren voeght haer minst' (vs. 428b-431a). Een dergelijke verplichting van de almachtige is karakteristiek voor een feodale staatsrechtelijke visie. Hiermee legitimeert Lucifer de opstand, want in deze visie zou God onrechtmatig handelen. Zo gezien vloeit de opstand dus niet voort uit gekrenktheid, maar uit rationele, juridische beslommeringen. Wanneer Lucifer met Gabriël redetwist, is hij van zijn strijdwagen afgetreden en wordt volgens Bax dus niet langer beheerst door hoogmoed en afgunst waarvan die wagen het symbool is. Dat hij toch in zijn visie volhardt, moet dan wel een rationele afweging zijn. Gods almacht wordt principieel miskend door te eisen dat Hij zich aan regels zou moeten houden: 'Verandring van Godts wil veroirzaeckt dees geschillen' (v. 927). In de woorden van Belzebub: 'Geen mensch verstoute zich onze orden om te wroeten,/ En dit bezworen Recht t'ontwyden, zonder reên' (vs. 425-426a). Belzebub stelt de kwestie zo voor dat de mens zèlf een stijging in de rangorde nastreeft en daarmee bedient hij zich van de drogreden van de stroman. King wijst erop dat ook Lucifer zich van retoriek bedient als hij zijn verbijstering over de menswording uitdrukt in 'een reeks retorische vragen' (vs. 469-472). Lucifer is bereid zich door Gabriël te laten overtuigen van de redelijkheid van Gods wil, maar het punt is nu net dat God geen verantwoording schuldig is: 'De Hooghste ontdeckt ons slechts wat hy geraden vint' (v. 486). Het besef dat een aanslag geen schijn van kans heeft, wordt aanvankelijk 'weggeredeneerd, typerend voor de denkwereld van een wanhopige'.
Literatuurhistorici Porteman en Smits-Veldt beschouwen 'de verhouding tussen God en de mens, die aan God rekenschap van zijn handelen moet afleggen' als een kernthema in Vondels oeuvre. Volgens hen had Vondel een rotsvast geloof 'in Gods voorzienigheid (...) en in diens zinvol bestuur van het universum' en vatte elk verzet daartegen op als 'een schuldige daad, waarover God een rechtvaardig oordeel velt.' Hieruit volgt dat de Luciferisten 'in Vondels ogen heiligschennis' plegen wanneer zij zich op hun vermeende rechten beroepen om Gods besluit aan te vechten.
Volgens schrijver Frans Kellendonk kan Lucifer opgevat worden als een theodicee, een rechtvaardiging van God tegenover het kwaad in de wereld. Kellendonk stelt vast dat Vondel de oorsprong van het kwaad heeft verplaatst van de zondeval in het paradijs op aarde naar de hemel: 'Eén stap verder, en hij zal de ketterij verkondigen dat het kwaad van God zelf komt'. Een minderheid van onderzoekers heeft deze verplaatsing wel bekritiseerd, met als felste P. King, die de Lucifer in de ondertitel van zijn beschouwing een mislukt theologisch toneelstuk noemt en de verplaatsing ziet als 'een vulkanische eruptie in de hele scheppingsorde', omdat in de hemel per definitie 'absolute volmaaktheid' heerst en het toneelstuk dus 'van het eerste moment af iets ongeloofwaardigs' zou bieden.

### Politiek
De mededeling in de 'Opdracht', dat Lucifer wordt voorgesteld als spiegel van alle ondankbare staatzuchtigen, heeft negentiende-eeuwse Vondelkenners ertoe verleid het stuk op te vatten als politieke allegorie, die zich laat toepassen op onder meer Luther, Willem van Oranje, Wallenstein, Cromwell of de Sultan van Turkije. Enkele van Vondels tijdgenoten hebben Lucifer inderdaad wel als een politiek stuk gelezen. Dat blijkt wel uit het plagiaat in het pamflettistisch geschrift Nieuwe treur-spel ende vertoogh uit 1658, van de Brusselse ambtenaar Frans Godin. Daarin werd de Franse politiek voorgesteld als 'een complot dat direct door de hel is ingegeven.' De hoofdpersonages spreken 'tientallen' verzen uit de Lucifer uit, 'zonder dat daarbij maar eenmaal expliciet naar de Amsterdamse dichter' werd verwezen. De conclusie van literatuurhistorici Porteman en Smits-Veldt: 'Uit dit geval van - plagiërende - Vondel-receptie blijkt duidelijk dat de Lucifer door de Brusselaar als een politiek samenzweringsdrama werd gelezen, een coup tegen het gezag.'
Literatuurhistoricus W.J.A. Jonckbloet was ervan overtuigd dat Lucifer als een 'vrij doorschijnende staatkundige allegorie' was opgezet. Volgens hem wees alles op een 'politieke bedoeling van overwegenden invloed is geweest op de samenstelling van het drama.' Ter adstructie wijst hij op 'enkele afwijkingen' in de persoonlijkheid van Lucifer die Vondel aangebracht zou hebben omdat hij 'eene verbloemde voorstelling van den opstand der Nederlanden tegen Filips' zou hebben willen geven. Verdere aanwijzingen zouden te vinden zijn in de Opdracht, waarin ook sprake is van 'jonge historiën'. Jonckbloet twijfelt er niet aan dat Vondel 'met Lucifer den Prins van Oranje kon bedoelen' en dan 'treedt God in de plaats van den Koning van Spanje' en 'Adam verbeeldt den Kardinaal van Granvelle', over wiens positie Lucifer klaagt (cursiveringen van Jonckbloet):
Zoo zal een vreemdeling, een worm, het hooghste woort
Hier boven voeren, en een ingeboren zwichten
Voor vreemde heerschappy?
Tegen Jonckbloets interpretatie heeft Jan te Winkel, eveneens een geschiedschrijver van de Nederlandse literatuur, twee argumenten ingebracht. Ten eerste is die in strijd met Vondels opvatting over de strijd tegen Spanje zoals die uit andere werken blijkt: 'de overwinningen op de Spanjaarden waren door Vondel te dikwijls bezongen, de worsteling was te roemrijk bekroond door den vrede, dien ook Vondel verheerlijkte'. Ten tweede was de opstand al te lang geleden om nog als onderwerp voor een hekeldrama te kunnen dienen: 'in 1654 was er voor onzen dichter niet de geringste aanleiding om een vóór zijne geboorte begonnen en sinds lang voldongen feit meer te willen hekelen.' Eerder stond Vondel de contemporaine Engelse geschiedenis van Karel I en Cromwell voor ogen.
Latere onderzoekers zijn het erover eens dat de staatzucht in Lucifer een onmiskenbare ideologisch-politieke lading heeft, die echter niet op een specifieke revolutie betrokken kan worden. Toch moet hij, meent Asselbergs, zich voor zijn treurspel hebben verdiept in ontstaan, karakter en toedracht van menige revolutie. Ook volgens Rens heeft het stuk de opzet van de geschiedenis van een revolutie, of eigenlijk een combinatie van 'een paleisrevolutie met een nationale opstand'. Onderzoeker Rens heeft laten zien dat de opstand zich ook in militaire termen laat beschrijven, waarbij pogingen in het werk worden gesteld het volk achter de stedehouder te krijgen en de broeiende ontevredenheid onder de adel wordt aangewakkerd. De agitatie bewerkt het volk zodanig dat de rebellen schijnbaar spontaan aan de stedehouder vragen om de leiding van de beweging op zich te nemen. Wanneer de omgeving van God van de plannen op de hoogte raakt, wordt een generaal naar de rebellen gestuurd met de eis van onderwerping. De weigering daarvan brengt het land op de rand van burgeroorlog. Wanneer Lucifer als tegenkoning is gekroond, wordt als laatste poging tot verzoening nog een diplomaat (Rafaël) naar de leiding der opstand gestuurd. Hoewel de opstand wordt neergeslagen, weet de leider zich te wreken door de favoriet van God in een positie te brengen die God ertoe noopt hem van het hof weg te zenden, waarna ook God zich wreekt door de stedehouder en zijn trawanten uit het land te verbannen. Zonder te claimen dat het stuk een politieke allegorie is, wijst Rens op enige opmerkelijke parallellen met de opstand van Nederland tegen Spanje. Lucifer bevindt zich in een soortgelijke positie als de prins van Oranje wanneer Filips II de Consulta opricht, waardoor de Raad van State geen invloed meer heeft. Een opmerkelijke parallel vertoont ook de redenering die de opstand moet rechtvaardigen, namelijk dat de opstand niet tegen Filips II (God) zelf gericht is, maar juist het gevolg is van trouw aan de vorst en tegen diens onwaardige vazallen Granvelle en Alva (de mens), die een loopje nemen met de belangen van de vorst.

### De vrije wil
Vondelvorser Jan Konst ziet als centraal motief in Vondels Bijbelse spelen na 1640 het morele dilemma, de keuze tussen goed en kwaad. De keuze voor het goede valt de personages niet licht, juist omdat de deugd grote offers vraagt. Aan Lucifers keuze voor het kwaad gaat veel wikken en wegen vooraf, waarbij hij pas in de wanhoopsmonoloog aan het einde van het vierde bedrijf beseft dat hij zijn hand overspeelt en met zijn rebellie niets anders dan het kwaad dient. Er is dan ook meteen sprake van 'zyn schuld' (vs. 1707), een begrip dat de katholieke theologie verbindt met opzet. Er kan dus alleen van schuld worden gesproken in samenhang met een vrije wil. Schuldig is alleen hij die willens en wetens het goede afwijst. Lucifer mag dus schuldig heten, want ondanks de druk van de wederspannige oversten wordt hij 'door niets of niemand gedwongen zich aan het hoofd der opstandige engelen te stellen', terwijl Gabriël bovendien 'verantwoorde handelingsalternatieven aandraagt'. De conclusie is dan 'dat Vondel in Lucifer het functioneren van de vrije wil heeft gethematiseerd'. Vanwege die vrijheid ligt de verantwoording voor zijn handelen bij Lucifer zelf en is Gods straf rechtvaardig te noemen.
Literatuurhistorici Porteman en Smits-Veldt wijzen er met voorbeelden uit het oeuvre op dat bij Vondel de protagonisten altijd verantwoordelijk zijn voor hun daden, ook de personages die een staatverandering ondergaan, omdat zij handelen 'uit vrije wil.'

## Publicatiegeschiedenis

### Tijdens Vondels leven

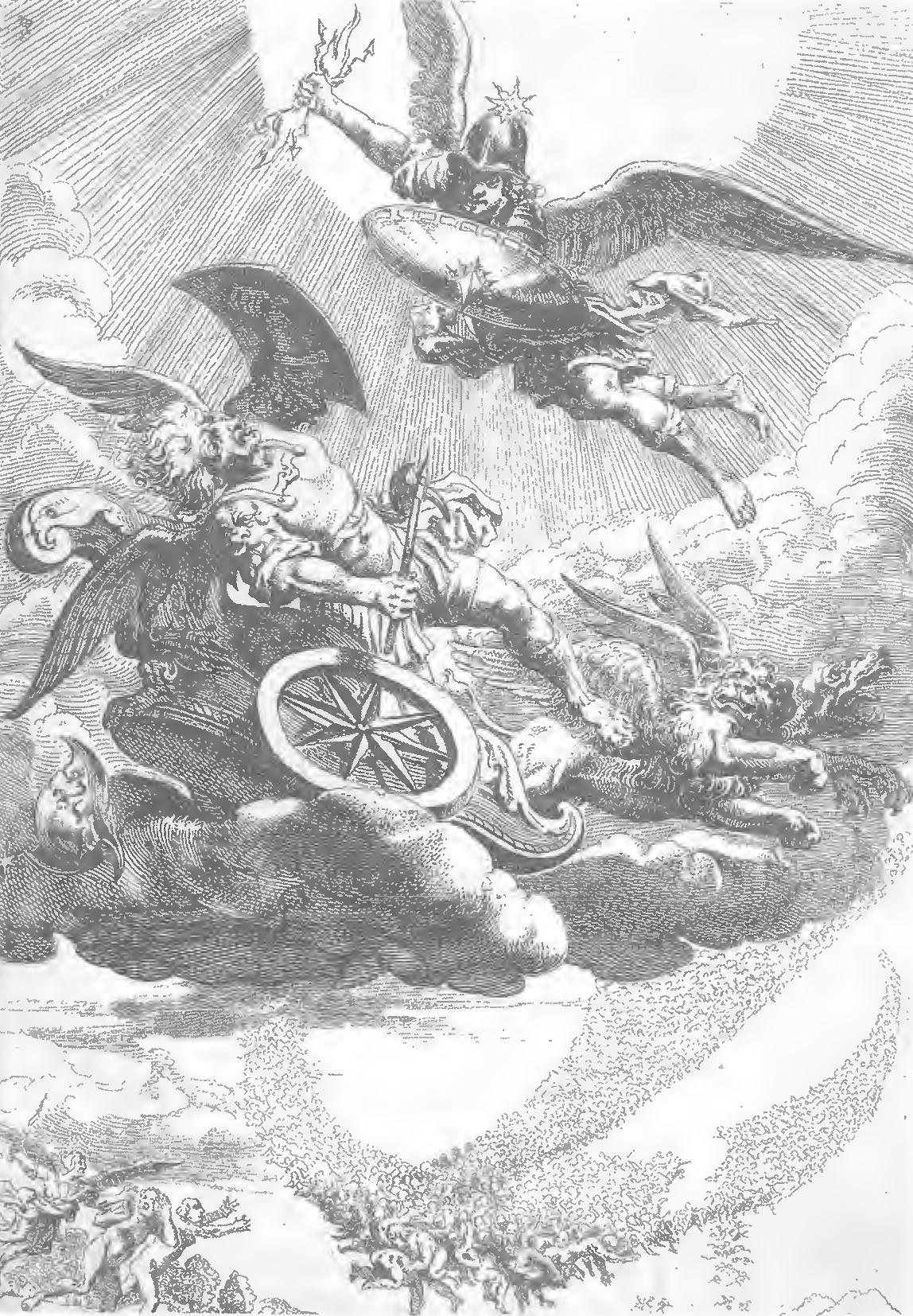
Titelgravure voor de eerste editie van Lucifer, vermoedelijk van de hand van Salomon Savery

De eerste druk, de editio princeps, verscheen als quarto in 1654 bij Abraham de Wees te Amsterdam en is dus waarschijnlijk gedrukt bij diens gebruikelijke drukker Dominicus vander Stichel. In de door J.H. W. Unger samengestelde Vondelbiografie heeft deze eerste uitgave nummer 515.I. Na het voorwerk en het treurspel zelf, dat 67 bladzijden besloeg, volgde nog een aanhangsel met de gedichten 'Moyses gezang', 'Het geloofs-teken der apostelen', 'Het gebedt des Heeren' en het 'Noodigh Berecht over de nieuwe Nederduitsche misspellinge'. De uitgave werd verlucht met een prent die vermoedelijk van de hand is van Salomon Savery, die ook de graveur was van de titelprenten van Vondels Amsteldamsche Hecuba en Palamedes. De titelprent voor Lucifer stelt een synthese voor van de ontknoping. Duidelijk herkenbaar zijn de halvemaanvorm van Lucifers troepen en het driekantig heir van Michaël, welke laatste is afgebeeld met zijn pantser van schubben (vs. 1737), zijn schitterend harnas, in zijn hand de bliksem (vs. 1752) en het diamanten schild (vs. 1910). Lucifer draagt een bijl en valt met zijn van Leeuw en Draak voorziene wagen naar beneden. Links onderaan is als een vignet de verdrijving van Adam en Eva uit het paradijs zichtbaar.
Het verbieden van Lucifer sorteerde een averechts effect, want 'dat tegenwerken wekte een des te groter nieuwsgierigheid om te lezen hetgeen men verbood te spelen. De ganse druk van duizend boeken raakte in acht dagen tijd uitverkocht, zodat de uitgever-boekverkoper het treurspel weer opnieuw op de pers legde.' De predikanten drongen er dan ook op aan dat de tekst bij de boekwinkels in beslag genomen zou worden, omdat het 'in druck opentlyck te koop hangt, In welcke veele schandelycke dinghen vervat zyn'. Hoewel ze formeel ook hierin hun zin kregen, werd er in de praktijk geen ernst mee gemaakt. Datzelfde jaar volgden nog zes drukken, eveneens als quarto, waarvan Unger er vijf beschrijft (Unger #516.II-#520.VI). Unger nam de staat van de prent van Savery als referentiepunt om de vermoedelijke volgorde van de beschreven drukken op te baseren, inclusief de identificatie van de eerste druk. Op grond van verschillen in spelling verdeelt tekstbezorger Molkenboer de zes herdrukken uit 1654 in twee groepen. Groep A (III en de later ontdekte druk Ib) stemt het meest overeen met de editio princeps, vanwege: de spelling y, een enkele klinker in open lettergrepen en de letter k na zulke lettergrepen. Groep B (de drukken II, IV, V en VI) spelt in die gevallen respectievelijk ij, ae, ee,oo, uu, en ck. Daarmee stemt groep A het meest overeen met Vondels eigen spellingsopvattingen en volgens Molkenboer 'zal Vondel aan de korrektie der drukken, ten minste van groep B, wel niet persoonlijk hebben meegewerkt'.
In 1660-1662 liet Vondel een octavo met zijn Treurspelen. Begreepen in twee deelen (Unger #24.I) verschijnen bij Kornelis de Bruyn op de Nieuwezijds Voorburgwal. De uitgave bevatte 23 afzonderlijk gepagineerde treurspelen, met de Bijbelse drama's in het tweede deel en de niet-Bijbelse, waaronder Lucifer, in het eerste deel. Daar de tekst sterk teruggaat op de eerste druk, vermoedt Molkenboer dat Vondel deze uitgave wellicht heeft bedoeld als de definitieve. Deze druk VII behoort tot groep A. Niet alle gedrukte exemplaren werden voor de verzameleditie gebruikt en zo verscheen Lucifer ook als afzonderlijke octavo (Unger #521.VII). Sindsdien zijn geen nieuwe aangetroffen, want ook de latere literatuurhistorici Porteman en Smits-Veldt spreken van zeven drukken.

### Postuum
De afnemende populariteit van Vondel valt af te lezen aan de in 1700 verschenen opruimedities: Joannes de Wees ruimde het hem door zijn vader Abraham nagelaten fonds op door afzonderlijke drukken bij elkaar te binden en van een titelpagina te voorzien (Unger #25a en #25b, en #26). Uiteindelijk deed De Wees het restant en de rechten over aan Johannes Oosterwyk, die in 1720 op zijn beurt een titeluitgave van de verzamelde treurspelen in twee delen bracht (Unger #27a en #27b).
Unger signaleert 19 afzonderlijke postume edities, verschenen van 1826 tot 1885 (Unger #522-540). Kort na de eeuwhelft, in 1852, verscheen de eerste uitgave met een levensbericht (Unger #526). Vier jaar later, in 1856, verscheen voor het eerst een editie van het type waarin het treurspel sindsdien normaliter verkrijgbaar is, met aan de voet der bladzijden 'zeer uitvoerige ophelderende taalkundige en kritische aanteekeningen', in dit geval van I.M. Schrant, waarmee de tekst ongeveer het dubbele aantal bladzijden besloeg dan in de eerste druk (Unger #528). In deze tijd verscheen ook de eerste van vele voor het onderwijs bedoelde edities (Unger #529). Een editie uit 1875 bood naast een inleiding en toelichting ook negen bladzijden informatie over de 'Kerkelijke tegenwerking' en zelfs de tekst van het pamflet 'Tegen Vondels Lucifer' (Unger #534) en uit 1884 dateert de eerste editie met een inleiding waarin blijkens paragraaftitels als 'II. Bronnen' en 'III. Bijdrage der geschiedenis tot het benuttigen der bronnen' aan bronnenstudie werd gedaan (Unger #538).
Halverwege de eeuw nam Vondels populariteit sterk toe. Bijna veertig drukken verschenen in de tweede eeuwhelft en die lijn werd in de twintigste eeuw doorgezet met zeventig drukken in de eerste helft van de eeuw. Een belangrijke editie verscheen in 1931, toen Lucifer deel uitmaakte van deel vijf van in totaal tien dikke delen De werken van Vondel, ook bekend als de WB-editie (Wereldbibliotheek). Deze editie lag ten grondslag aan veel van de bijna veertig drukken die verschenen in de tweede eeuwhelft, al verschenen toen ook wel edities in moderne herspelling. In de eerste jaren van de eenentwintigste eeuw verschenen drie edities, waaronder het in 2004 uitgekomen deel uit de Delta-reeks voor Nederlandse Klassieken. Die bevat ook Adam in ballingschap en Noah, waarmee de hele trilogie over de ondergang van de engelen, van de eerste mens en van de eerste mensheid in één band bij elkaar staat.

## Opvoeringsgeschiedenis

### 2 en 5 februari 1654
Lucifer werd in de Amsterdamse schouwburg opgevoerd op maandag 2 en donderdag 5 februari 1654, onder regie van Jan Vos. De belangstelling was groot, met extreem hoge inkomsten als gevolg. De eerste avond leverde 463 gulden op, de tweede 294 gulden en acht stuivers. Daarmee leverden beide avonden samen het equivalent van achtduizend euro uit 2008 op. In deze jaren was het salaris van de belangrijkste acteurs van de schouwburg zo'n vier tot vier en een halve gulden per avond; de minste acteurs kregen drie tot drieënhalve gulden minder.
Omdat een grote belangstelling werd verwacht, lieten de schouwburgregenten een 'sierlijk geschilderden Hemel' als decor vervaardigen, dat de mogelijkheid bood om personen te laten afdalen en weer opnemen. Vondel had ook de wens om ballet-elementen toe te voegen, wat regisseur Vos hem ontraadde. Wel bestaat een brief van Vos aan Vondel, waarin Vos een door Vos zelf ontworpen ballet schetst dat de geschiedenis van Adam en Eva voorstelde. In Rens' visie wordt daarin 'Vondels classicisme met de meest teugelloze barok aangevuld'.
Het stuk trok echter ook de aandacht van predikanten, die vanaf de kansel protesteerden tegen de vermenging van het heilige met het menselijke. 'In dit spel', zo zeiden ze volgens Vondels biograaf Geeraardt Brandt, 'waren opgenomen onheilige, onkuise, goddeloze, valse en zeer aanmatigend bedachte zaken, [die] te spitsvondig uit het menselijk brein gesproten waren'. Met een minachtende verdraaiing werd het toneelstuk 'Luisevaers treurspel' genoemd en een driekoppige delegatie, bestaande uit twee dominees en een broeder, bezocht vlak voor de tweede opvoering het stadsbestuur om te 'remonstreeren ende versoecken', dat het stadsbewind 'dit met hare autorityt te weeren, dat dese tragedie niet ghespeelt en wort'. Van het stadhuis wandelde de delegatie naar het huis van elke burgemeester, die echter 'door veel occupatiën verhindert waren, tselve van dezen Avont te weeren, maar dat het morghen zal verbooden worden, en order gestelt sal worden, dat noit na desen dach meer ghespeelt sal worden'.

#### Vondels reactie op het verbod
Vondel zelf reageerde eerst door in Uitvaert van Orfeus en Speelstryt van Apollo en Pan (1654) de gehele kerkenraad belachelijk te maken. Vervolgens beet hij van zich af in het 'Berecht' voor zijn eerstvolgende treurspel, Salmoneus (1657). 'Indien wij den tooneeltoon op bijbelstof zetten,' zo schreef hij, 'men schreeuwt dat Godts naem gelastert, het heiligdom des Heiligen Geests ontheiligt wort. Speelen wij Heidensche fabelen en kloecke verzieringen men beschuldight ons van ydelheit en lichtvaerdigheit; Brengt men zinnespeelen te voorschijn, om goede zeden te planten, dat waenen zommigen hun alleen aenbesteet te zijn'. Daarna wees Vondel erop dat het toneelspel een eerbiedwaardige traditie van eeuwen kent, ondersteund door tal van vorsten en andere hoogwaardigheidsbekleders. Het is zaak 'voor geen gewelt van eenen hoop dringeren en dommekrachten' te zwichten, maar de toneelkunst te verdedigen 'tegens dwersdrijvers en tooneelvlegels'. Ten slotte reageerde Vondel nog in een treurspel: aan het begin van het derde bedrijf van Samson (1660) is een verdediging van de toneelkunst verwerkt als dialoog tussen de vorst en vorstin.

### Negentiende eeuw
Na het speelverbod uit 1654 raakte Lucifer bijna twee eeuwen in de vergetelheid, tot in 1846 Jacob van Lennep het in privékring liet opvoeren in Felix Meritis. Daarna oefenden spelers van de recent opgerichte rederijkerskamer Achilles zich onder Van Lenneps leiding gedurende een half jaar wekelijks in het voordragen van de tekst, om die op 11 december van dat jaar voor ruim vijfhonderd genodigden in Theater Frascati te Amsterdam te brengen. Op stoelen zaten één dame en dertien heren, gekleed in zwarte rok, wit vest en witte handschoenen, zegden de verzen beurtelings op waarbij iedere spreker steeds opstond om zijn rol te zeggen. Van Lennep zelf nam de rol van aartsengel Michaël voor zijn rekening en wist zich als enige ook achterin goed verstaanbaar te maken. Abraham Johannes de Bull vertolkte de rol van Rafaël: 'Voor allen was eene wereld van dichterlijke schoonheden ontsloten, waarvan men het bestaan bijna vergeten was'. De bijval was zodanig dat enkele andere treurspelen van Vondel volgden, waardoor de dichter snel in populariteit toenam. In 1857 voerden de Gebroeders Van Lier het op en in 1892 het Gezelschap van Tivoli Schouwburg.

### Twintigste eeuw

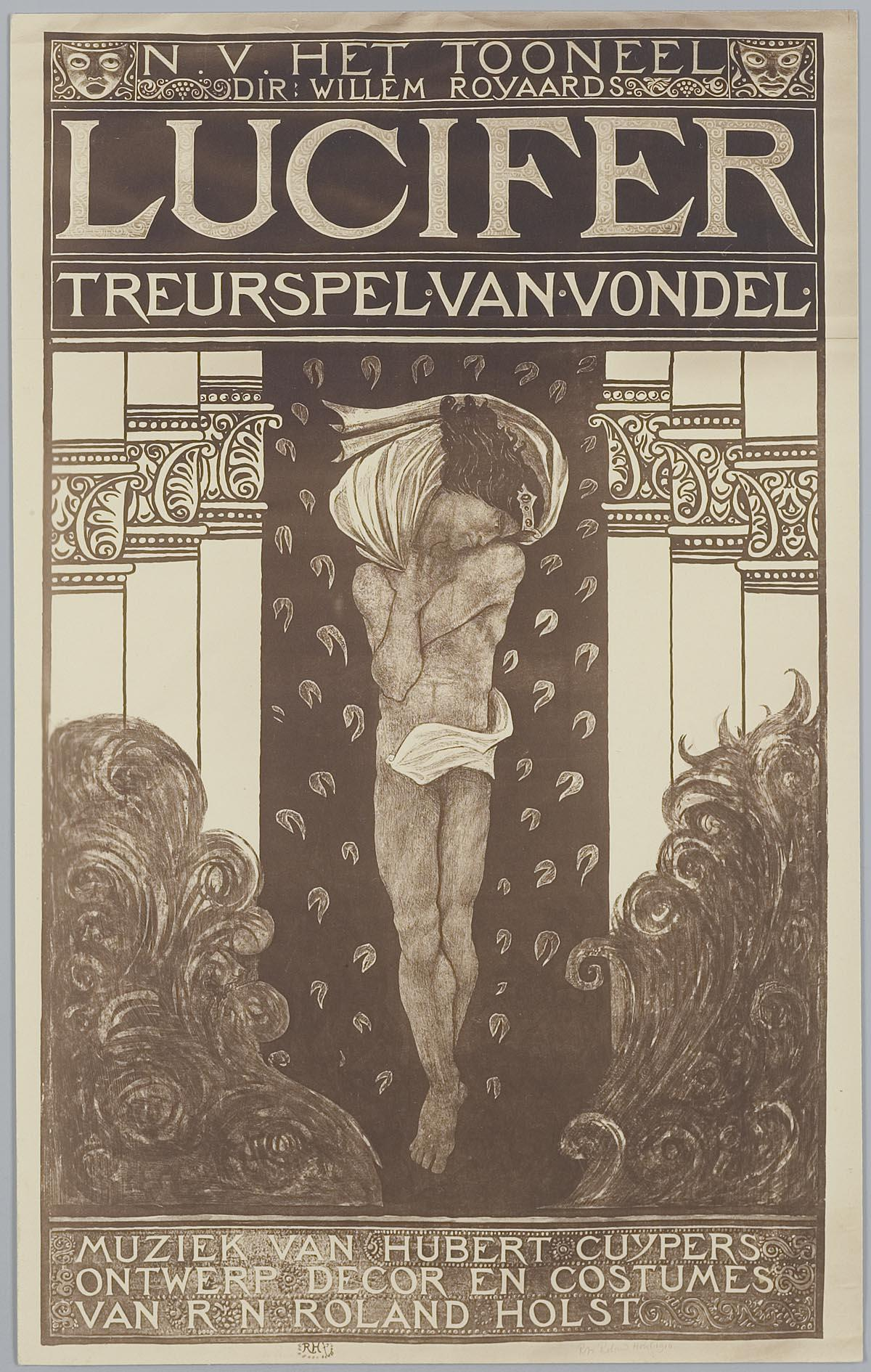
Affiche van Richard Roland Holst voor de enscenering in 1910 door Willem Royaards.

In de twintigste eeuw nam het aantal opvoeringen sterk toe, zowel in Nederland als in Vlaanderen. De speelbaarheid werd in deze eeuw volop uitgetest en 'gezien het soms zeer grote succes daadwerkelijk bewezen': in Jugendstil in de regie van Willem Royaards, expressionistisch door Jan Oscar de Gruyter, en in diverse versies als massaspel. De lijst van vijftien opvoeringen bestrijkt de gehele eeuw. Acht opvoeringen dateren van voor de Tweede Wereldoorlog. Willem Royaards, in 1908 de oprichter van N.V. Het Tooneel, komt de eer toe de onspeelbaar geachte Lucifer in 1911 voor het toneel te hebben ontdekt. De muzikale omlijsting van deze voorstelling werd verzorgd door Hubert Cuypers. Er was veel belangstelling. Zo werd de opvoering van 1 februari in de Koninklijke Schouwburg te Den Haag bijgewoond door koningin Wilhelmina en koningin-moeder Emma. De vijftigste opvoering van deze reeks vond op 8 februari plaats in het Paleis voor Volksvlijt, waarbij de begeleidende muziek met vol orkest werd uitgevoerd.
In 1914 maakte de voordrachtskunstenaar Albert Vogel sr. een tournee door de Verenigde Staten en bracht de Lucifer in de Engelse vertaling van Charles Leonard van Noppen voor president Woodrow Wilson, de hoogste wereldlijke macht. Gedurende deze succesvolle tour bracht hij het stuk meermalen. In de eerste helft van de jaren twintig ging hij met een Lucifer-programma door Duitsland, Oostenrijk-Hongarije en Zwitserland, waarbij hij gebruik maakte van de vertaling van Maria von Seydewitz uit 1917. Na een introductie over Vondel droeg Vogel, gekleed in een lang, zwart gewaad, het eerste en het vijfde bedrijf in zijn geheel voor en selecties van de tussenliggende. De recensies in de Duitse pers waren lovend. Vogel deed steden aan als Regensburg, Neurenberg, Wenen, Boedapest, Montreux en Zürich. De Bayerische Staatszeitung achtte het 'sprachlich unübertroffen' en verlangde het gespeeld te zien. Van Vogels Nederlandse weergave bestaat een grammofoonplaat, opgenomen in een Londense studio op 27 mei 1924. Hierop is te horen dat zijn stem in toonhoogte stijgt en in volume aanzwelt al naargelang de toorn van Lucifer toeneemt. In 1925 benaderde Vogel het Vaticaan met het verzoek de Lucifer voor paus Pius XI te mogen voordragen, welke voordracht kennelijk nooit heeft plaatsgevonden. Wel bracht hij ten overstaan van de koningin-moeder vrijwel het volledige stuk tijdens de Vondelherdenking op 4 februari 1929 in theater Diligentia.
Op 31 mei en 22 juni 1927 trad het Vlaamsche Volkstooneel met Lucifer op in de Comédie des Champs Elysées te Parijs, geregisseerd door Johan de Meester jr.. Voor de modernistische vormgeving gingen de oprichters een samenwerking aan met expressionistische, constructivistische en futuristische theatervernieuwers. Hoewel de tekst in het Nederlands werd gespeeld en dus voor de Franstalige recensenten niet te volgen was, was de enscenering van De Meester en scenograaf René Moulaert zodanig dat de handeling ook te volgen was voor wie het Nederlands niet machtig was. Zo waren er contrasten in het spel aangebracht, met hoekige en kromme bewegingen van de gevallen engelen, terwijl de getrouwe engelen een statische en gewijde motoriek hanteren. Het kleurgebruik sloot hierbij aan: rood-groene kostuums en grime voor de aanstaande duivels en goudgeel voor de getrouwen. Bovendien waren de opstandscènes in rood uitgelicht en de engelenscènes in wit. De voortgang van de handeling werd benadrukt door een driedimensionaal constructivistisch toneel, met Lucifer aanvankelijk op het hoogste niveau en aan het einde met zijn handlangers over de vloer slepend. De verticale as werd benut door hoop op overwinning aan te geven door te stijgen en een nederlaag door te dalen. De belichting was er niet op gericht schaduwen weg te werken, maar werd juist ingezet om elementen te vergroten door belichting van onder, gezichten te vervormen en een spel te creëren met schaduwen die achter het scherm over het toneel lopen. In de communistische krant l'Humanité schreef criticus Parijanine dat naast de Bijbelse stof 'in het spel van de acteurs een politieke tragedie zichtbaar wordt, die handelt over de legitimiteit van een paleisrevolutie'.
In 1928 voerde N.V. De Toneelvereeniging het stuk op en in 1930 N.V. Het Nieuwe Nederlandsche Tooneel met regisseur Louis Saalborn in de titelrol. Ook ontwierp hij het decor. Saalborn, die de hoofdpersoon zag als een niet al vanaf het begin slecht personage, omschreef het stuk als 'een groote Grieksche noodlots-tragedie' waarbij de tragiek van de hoofdpersoon niet van buitenaf ontstond, maar 'door de noodlottige ontwikkeling van zijn karakter'. Juist 'de innerlijken strijd tegen zijn opstandigheid' maakt Lucifer tot de heldenfiguur. De rei der engelen werd door Marie Hamel vertegenwoordigd en de muziek voor kamerorkest was van Cornelis Dopper, uitgevoerd door leden van het Concertgebouworkest met Louis Marie George Arntzenius als dirigent.
In de jaren dertig werd het stuk driemaal opgevoerd. In 1933 werd het vertolkt door Het Nederlandsch-Indisch Tooneel en in 1937 waren er twee versies: een van het Gezelschap Louis Saalborn en een van Het Hollandsch Tooneel.

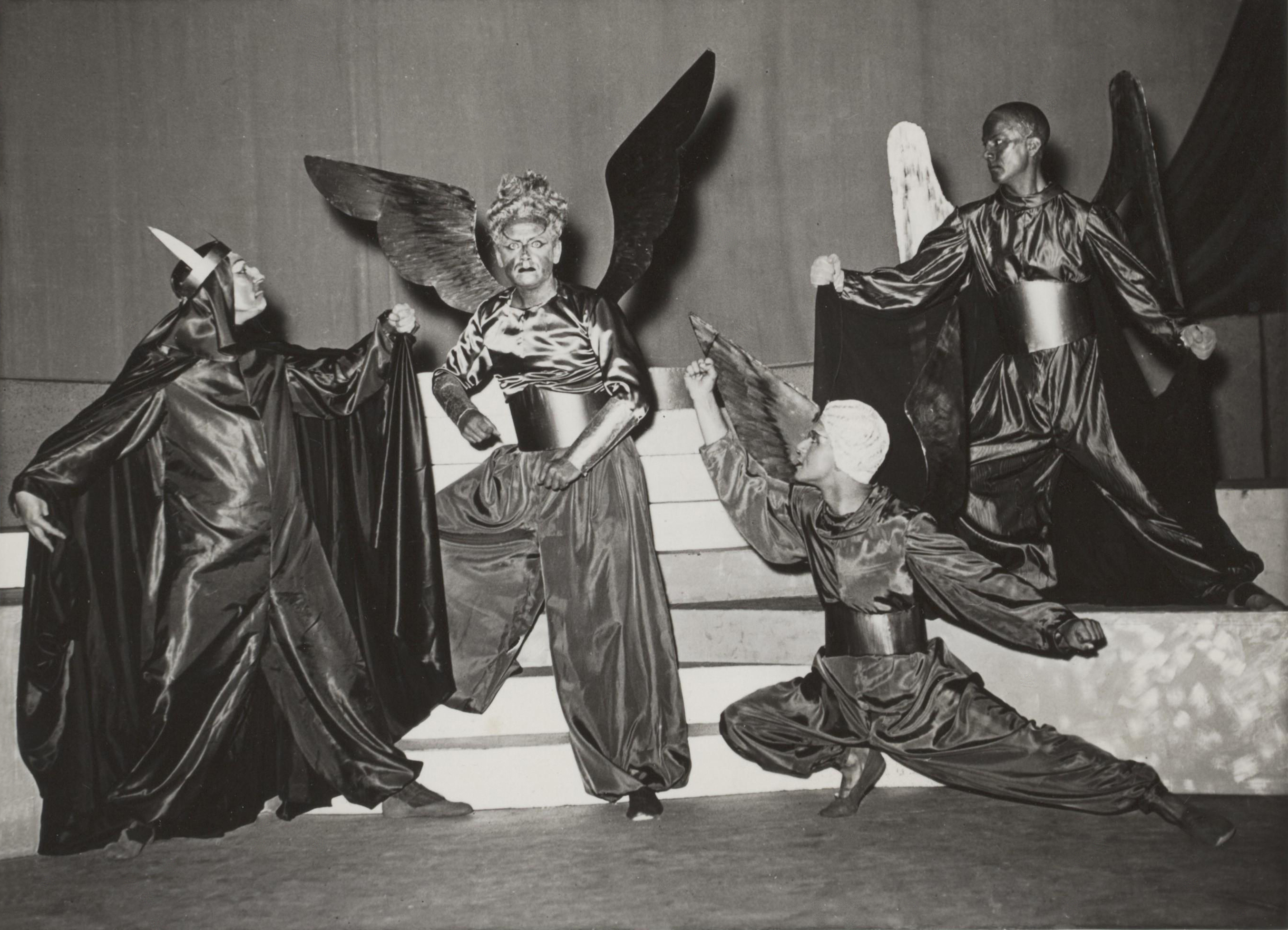
Lucifer (1940), met v.l.n.r. Richard Flink, Johan de Meester jr., Bob de Lange en Maarten Kapteyn

In 1940 verzorgde het Residentie Tooneel de voorstelling, met in de hoofdrol Johan de Meester jr. die ook de regie voerde. Verder speelden mee Richard Flink als Belzebub, Bob de Lange als Apollion, Paul Steenbergen als Michaël, Caro van Eyck als Rafaël. Onder de Luciferisten bevonden zich Max Croiset en Alexander Pola.
In 1956 bracht de Nederlandse Comedie het stuk, ook onder regie van Johan de Meester jr. Johan Schmitz vertolkte nu de hoofdrol, waarvoor Eppo Doeve, in de woorden van de criticus van het katholieke dagblad De Tijd, 'een strak décor en kleurrijke costumes had ontworpen, met veel ruimte op het toneel, en de suggestie van een wijde Hemel'. Criticus Jan Heyn jr. van De Telegraaf achtte Doeves werk de hemel 'zeker waardig, met name de spiraalnevel van het achterdoek bleek suggestief', al was er ook een 'teveel aan vergulde versierselen, aan aardse détaillering', meer nog 'in de garderobe der engelen'.
Minder te spreken was De Tijd over de declamerende tekstbehandeling van Schmitz en de recensent had zelfs 'moeite in hem de Stedehouder Gods te zien en te horen', al was er ook lof voor zijn spel in de wanhoopsscène. Daarentegen was Ko van Dijk 'volkomen aanvaardbaar' als Belzebub. Heyn jr. daarentegen vond Van Dijks personage tegenover Lucifer juist 'te groot, te dominerend, aanmatigend. Deze aanhitser van de opstand zal tien tegen één zijn vorst tutoyeren. En dat past niet in Vondel's staatsinrichting van de hemel'. Volgens De Tijd was Lous Hensens Rafaël 'zeer bewogen', André van den Heuvel 'ingetogen en majesteitelijk' als Gabriël en Frans 't Hoen als Michaël 'in zijn mannelijkheid zeer aannemelijk', evenals Henk van Ulsen als Apollion en Eli Blom als Belial. De Lucifersten waren maar 'een paar larmoyante jongens' die hun tekst 'rammelend afwerkten en het felle revolutionaire ritme van die verzen ernstig mishandelden'. Daartegenover stond dat de reien van de getrouwe engelen 'over het algemeen goed gezegd' werden door Andrea Domburg en Sigrid Koetse, welke laatste volgens Heyn jr. 'excelleerde'. Tot slot vroeg De Tijd zich af of de muziek van componist Lex van Delden wel nodig was. Heyn jr. meende dat de muziek overwegend dienend bleef, uitgezonderd het vieren van Michaëls overwinning door een gemengd koor, 'een der handgrepen waarmee Lucifer's vlam te laag werd gedraaid'.
Na een hiaat van ruim twintig jaar begon in 1979 een traditie van nieuwe Vondelopvattingen met de hertaalde versie van het (Publiekstheater) die op 15 december in première ging. Neerlandicus Guus Rekers had daaruit 'alles wat wijdlopig of gedateerd was' geschrapt. De voorstelling ontstond pas tijdens de repetities, want regisseur Hans Croiset had vooraf geen regieplan en zelfs geen rolverdeling. Ook die kwam na een aantal repetities tot stand, toen elke acteur twee rollen van zijn voorkeur kon opgeven. Croiset droeg er zorg voor dat de acteurs niet in een cadans zouden vervallen die de alexandrijnen tot een dreun of galm reduceerden. Zo bleven ze helder en natuurlijk klinken: 'er werd zichtbaar vanuit het begrip en de betekenis van de tekst gespeeld, waardoor iedere zin van Vondel opnieuw veroverd werd'. Frank Raven vervaardigde een open toneelruimte met de suggestie van verschillende niveaus, met het souffleurshok als de aarde, het toneel als een kruising tussen een wachtlokaal en een kantoor, met matglazen schuifdeuren die uitzicht gaven op een trap naar Gods onzichtbare residentie, vanwaar de aartsengelen Michaël, Rafaël en Gabriël afdaalden het toneel op. Bij het openen van de deuren klonken de Mariavespers van Monteverdi In het repetitielokaal stonden nog metalen stellages van opnamen voor televisie, die de makers op het idee van trapezes brachten om het zweven der engelen uit te beelden. Tijdens de voorstelling haalden de spelers acrobatische toeren uit op schommels en touwladders. De kostuums van Herman van Elteren bestonden uit bolhoed met jacquet. Omdat Rekers Vondels engelen op clowns vond lijken, werden ze witgeschminkt, al deden ze regisseur Croiset denken aan Vladimir en Estragon uit Becketts Wachten op Godot. Volgens recensent Jac Heijer leken ze op 'ambtenaren van God', maar in combinatie met een Beckett-achtige boom werden zij ook wel als "Godot-mannetjes" herkend. Alleen de hemelsblauwe voering van de jacquets en de stervormige knopen daaraan verwezen nog naar hun gedaante van engelen. Het premièrepubliek reageerde enthousiast en de productie trok volle zalen met opmerkelijk veel jong publiek. De voorstelling leverde Siem Vroom een Arlecchino op voor beste mannelijke bijrol. De voorstelling werd voor de televisie opgenomen en uitgezonden door de NCRV en de BRT.
In 1997 speelde Het Zuidelijk Toneel in coproductie met Compagnie De Koe het stuk onder regie van Peter van den Eede. Arend Evenhuis, recensent voor Trouw, zag dat vleugels van veren 'als ambachtelijke werktuigen over de toneelvloer geëtaleerd' lagen en de hemel van vormgever Bas van Teeken zag er 'donker en grimmig uit, als een rij hermetische badhokjes op een waaiend strand waar het ooit weer zomer moet worden.' Criticus Pieter Kottman van NRC Handelsblad zag er 'een high-tech ruimteschip' in en het maakte op hem 'geen sterke indruk' dat decor en regie varianten waren van Ivo van Hoves dan recente enscenering van Caligula. Bart Slegers als Gabriël en Mieke De Groote als Rafaël spraken per televisiescherm tot het publiek, gefilmd van een verhoging achter in de stalen constructie op het podium. Volgens Evenhuis gaf kostuumontwerpster Ann Weckx de personages 'fragiel knisperende plasticvleugels' om te dragen, 'teer en glinsterend als die van een libelle', waar Kottman sprak van 'met plastic folie omwonden ijzerdraad'. Bij wijze van kostuum waren er doorzichtige stroken van plastic over normale kleding. De belichting bestond uit tientallen tl-buizen. Johan van Assche was Lucifer. Ramsey Nasr als Uriël deed in een lichtblauw singlet met een microfoon in de hand verslag van de strijd. Pol Pauwels, als beeldschone Michaël superieur in zijn 'vanzelfsprekende nuffigheid', hield volgens Evenhuis 'het midden' hield tussen priester Antoine Bodar en zanger Koen Wauters. Nog tijdens het verslag stond hij achterin al handtekeningen aan zijn medestrijders uit te delen. Evenhuis betreurde dat de helderheid van het slot in de vier voorgaande bedrijven ontbrak, Kottman vond het zelfs met de uitgedeelde synopsis erbij nog moeilijk om uit te maken wie wie was en zelfs 'op welk punt de verwikkelingen zich' bevonden. De tekstbehandeling liep uiteen van een terloops praatje tot nauwelijks te behappen snelle raps. In Kottmans ogen bleef de voorstelling steken in een vrijblijvend vormexperiment dat diepgang ontbeerde.
Verdere voorstellingen in die eeuw vonden plaats in 1983 (Jan Wegter) en 1998 (Toneelacademie Maastricht).

### Eenentwintigste eeuw
Na de jaren tachtig veranderden de opvattingen over de enscenering van klassiek toneel. In plaats van te werken vanuit een van tevoren bedacht plan werd steeds meer geprobeerd om recht te doen aan het werk. Dit is zichtbaar in de uitvoering van Het Toneel Speelt uit 2001, geregisseerd door Hans Croiset, die achteraf van mening was dat in zijn enscenering uit 1979 de inhoud van het stuk niet goed tot zijn recht was gekomen. De tekst was nog wel ingedikt, maar geen bewerking te noemen. De visuele inkleding bestond uit niet veel meer dan licht- en geluidseffecten, in de recensies omschreven als 'onwezenlijk mooi, blauw licht' respectievelijk 'een ether vol geluiden', resulterend in 'echo's van een oersoep'. Op een verder leeg podium droegen de acteurs lange witte jassen zonder kraag, met vleugels die gedurende het verloop steeds zwarter werden. Na de confrontatie van de twee kampen waren ook hun jassen zwartgeblakerd. Het pessimisme werd nog benadrukt doordat het oorspronkelijke slot met de aankondiging was ingewisseld door Gabriëls moedeloze zin over de mens: 'Was hij maar nooit geschapen'. Aan het slot ging Gods kristalblauwe licht uit en werd het toneel bedekt met een zwart kleed, door recensent Wilfred Takken omschreven als een 'kamerbrede rouwsluier'. Wederom werd aangetoond dat er voor Vondel een publiek was: een maand na de première bleek er nog grote belangstelling te zijn.
In 2005 bracht het jonge Haagse gezelschap Annette Speelt het stuk in een regie van Christiaan Mooij en een modern decor met een hemel dat Marian Buijs in de Volkskrant omschreef als een 'strakke paars-blauwe vergaderruimte' en 'keiharde discomuziek' ter afsluiting van elke scène. Hans Oranje sprak in Trouw van 'een in de katholieke kleuren paars en geel gestoken meubilair'. Wel liet men de zeventiende-eeuwse taal intact, behoudens inkortingen. Het verbale resultaat deed aan als 'een nachtelijke kabinetscrisis'. Joëlke Sanderse speelde Lucifer en zag er volgens Buijs in haar 'bontjasje' uit als een 'chique dame' en volgens Oranje als 'een bang meisje in een rood jurkje'. Omdat engelen geen naaktheid te bedekken hebben, trok Thijs Römer als Belial ten strijde 'onder het afwerpen van zijn kleren'. Volgens Buijs was 'het blootleggen van het mechanisme van een revolutie' het uitgangspunt van de voorstelling.
In 2010/2011 maakte het Vlaamse gezelschap Theater Zuidpool een bewerking waarbij Lucifer werd gecombineerd met Vondels Adam in ballingschap. Jan Decleir als Lucifer in 'onopvallende werkmanskleding' en een zwarte muts, en verder drie acteurs, Jorgen Cassier, Sophie Decleir en Koen van Kaam. Op een door rode gordijnen omgeven leeg toneel bracht het gezelschap een soort poppenspel, waarbij elk de pop droeg van wie op dat moment de claus werden uitgesproken. Aldus wilden de theatermakers, zo vatte althans criticus Vincent Kouters de dramaturgie op, 'onderstrepen dat het allemaal maar een verhaaltje is'. Het mooist aan de anderhalf uur durende voorstelling vond Kouters de 'barokke, archaïsche, ondoorgrondelijke eigenheid' van Vondels taal, die onbewerkt door de zaal klonk.

## Reputatie en adaptaties

### Reputatie
Het verband van de Lucifer met de politieke situatie in Engeland ontging Vondels tijdgenoten niet, zoals blijkt uit een anoniem hekeldicht, Tegen Vondels Lucifer. In de negentiende eeuw werd het stuk als een politieke allegorie geïnterpreteerd, maar die duiding werd in de twintigste eeuw verlaten. In zijn Inleiding tot Vondel uit 1892 zag de dichter Albert Verwey Vondels werk 'als een berg op den top waarvan een standbeeld staat. Dat beeld is de Lucifer'.
Omdat Luciferisme in het werk van Vondel zo'n belangrijk thema vormt, heeft het voor Molkenboer 'zoo'n treffend-symbolischen zin, dat de Lucifer, door iedereen erkend als het stralende hoogtepunt van Vondels volle kunst, geplant staat in 't midden van zijn leven'. Het is immers dit treurspel dat 'de kern van zijn kunst-en-leven draagt en zoowel het voorspel zijner vroegere als den nadreun zijner latere verzen beheerscht en verklaart'.
Voor Simons is het treurspel 'de volrijping van het mysteriespel der Middeleeuwen onder invloed van de klassieke wèlschikkingskunst'. Historicus Johan Huizinga kende een grote betekenis toe aan Vondels overgang tot de katholieke Kerk en noemt de Lucifer daarvan 'de rijpste vrucht'. In navolging van Smit noemen de historici Jan Romein en Annie Romein-Verschoor de periode 1641 tot 1667 'de kwarteeuw van zijn rijpste werken' en als de hoogtepunten uit die periode zien zij de trilogie Lucifer, Adam in ballingschap en Noach.
Literatuurhistoricus Gerard Knuvelder noemt het 'Vondels barokstuk bij uitnemendheid', vanwege het machtige onderwerp en het vermogen 'deze ontzagwekkende, overweldigende stof te beheersen'. Knuvelder roemt met name de stijl, 'zonder retoriek' of 'gezwollen passages'. Minder positief oordeelt hij over de dramatische vormgeving van de handeling. Zijn bezwaar is dat het hoofdgebeuren, de strijd der trouwe en opstandige engelen, niet wordt uitgebeeld: 'Op het moment (...) dat deze te gebeuren staat (...) valt het doek' en is het vierde bedrijf afgelopen. Als het doek in het vijfde bedrijf 'weer opgaat, is de strijd achter de rug'. Vondel faalt volgens Knuvelder in wat nu juist 'typisch-dramatisch is: de uitbeelding van een ontroerend gebeuren door het dramatische gebeuren-zelf. En dit is wezenlijk-vondeliaans: uitermate belangrijke momenten beeldt hij niet door het dramatische gebeuren-zelf uit, maar hij beschrijft ze (...) in een episch verhaal-achteraf'.
Volgens literatuurcriticus Piet Gerbrandy moet 'wie het stuk ziet of leest, (...) wel in de ban geraken van de ongelooflijk ambitieuze opzet van het verhaal en de verbluffende levensechtheid van Lucifer en Belzebub'. Schrijver Willem Jan Otten bewondert de episode waarin Lucifer 'de stap zet naar zelfvernietiging, dat is in mijn ogen een van de magistraalste ogenblikken van onze literatuur'. Literatuurhistoricus Piet Calis roemt de 'grote dramatische kracht' die het stuk dankt aan de 'kleurrijke beschrijvingen, intens doorvoelde schilderingen van gevoelens en het niveau waarop het stuk zich afspeelt'. In 2002 werd Lucifer opgenomen in de Canon van de Nederlandse letterkunde, op plaats 16.

### Vermeende invloed op MiltonsParadise Lost

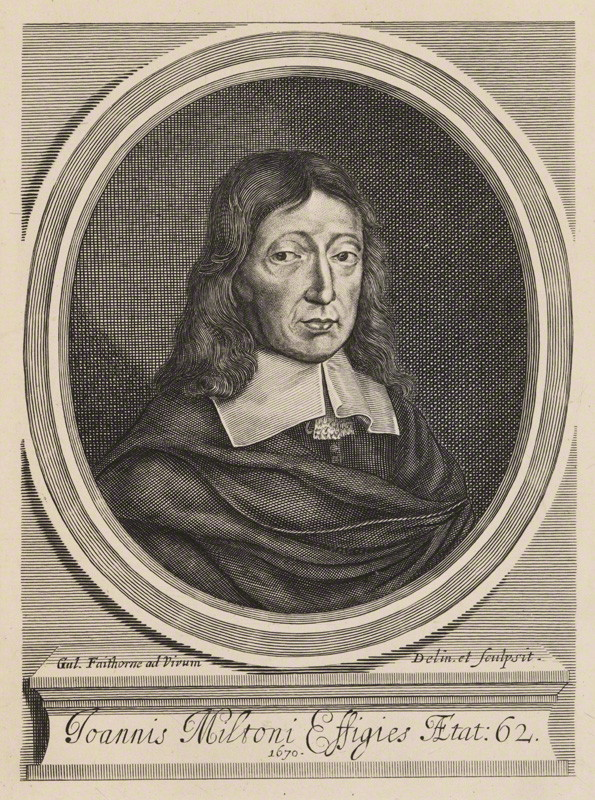
John Milton

In 1825 suggereerden twee Engelse dichters dat Vondel invloed had op Paradise Lost waaraan Milton in 1658, vier jaar na de verschijning van Lucifer, begon te werken. Robert Southey schreef, mogelijk op influistering van de bevriende Willem Bilderdijk, dat Milton vertrouwd was met zowel Lucifer als Adam in ballingschap. Thomas Lovell Beddoes noemt alleen de Lucifer als invloed. Milton kende Nederlands en dus is het mogelijk dat hij op de hoogte was van Vondels werk, temeer daar Milton politieke belangstelling koesterde voor de Nederlandse reacties op het aantreden van Cromwell. Milton-vertaler Peter Verstegen meent evenwel dat Miltons beheersing van het Nederlands niet voldoende was om Vondels drama's te kunnen lezen: wanneer Milton met Nederlanders sprak, zoals met Jacob Cats, was de voertaal Latijn. Daarmee is de kans groter dat Milton Grotius' Adams exul kende dan Vondels navolging daarvan Adam in ballingschap. Nadat A. Fishel, een dominee, Beddoes suggestie in 1854 bevestigde, hebben zich er tot 1903 zo'n twaalf Nederlandse, Engelse, Duitse en Franse onderzoekers in verdiept. Criticus Edmund Gosse publiceerde in 1877 A Dutch Milton, een essay over Vondel, waarin hij stelde dat ten minste boek 6 van Miltons epos invloed van Lucifer vertoont. In 1885 publiceerde de Engelse geestelijke George Edmundson zijn studie Milton and Vondel. A Curiosity of Literature, waarin hij betoogde dat Milton zich op Vondels Lucifer baseerde. Tien jaar later werd dit 'met een rechtvaardigheidszin, die alleen door zijn scherp analytischen blik geëvenaard werd', weerlegd door J.J. Moolhuizen, die in zijn proefschrift Vondels Lucifer en Miltons Verloren Paradijs (Den Haag: Martinus Nijhoff, 1895) liet zien dat Edmundson de zogenaamde parallelle verzen van Vondel zelf had gecreëerd door bij het vertalen handig weg te laten en toe te voegen. Molkenboer wijst op 'het ironische feit, dat de eerekrans, zoo ridderlijk door een Engelschman onzen hoofddichter als bevruchter van Miltons genie aangeboden, even ridderlijk door een Nederlander werd geweigerd'. Nederlandse onderzoekers zijn het er sindsdien over eens dat de overeenkomsten te algemeen zijn om van directe invloed te kunnen spreken. Vondel en Milton hebben slechts dezelfde Bijbelstof als uitgangspunt genomen. Ook de Britse historicus J.L. Price stelt neutraal dat Vondel in Lucifer dezelfde problemen behandelde als Milton in zijn Paradise Lost. De hypothese dat Vondel Milton had beïnvloed verwierf destijds grote bekendheid: in 1910 ging voordrachtskunstenaar Albert Vogel met Lucifer als repertoire naar Roemenië en had na afloop van zijn voorstelling een onderhoud met koningin Elisabeth, die 'verwonderlijk goed' op de hoogte was van de Nederlandse letterkunde en de twee werken met elkaar vergeleek. In 1966 toonde Charles Delmer Tate in zijn proefschrift over Milton en Vondel aan dat Vondel nog in de negentiende eeuw volstrekt onbekend was in Engeland en dat geen enkele Britse bibliotheek van voor die eeuw zijn werk bezat.
De Amerikaanse vertaling door Leonard Charles van Noppen werd ontvangen als 'a major literary event'. The Reader's Encyclopedia of World Drama noemt de Lucifer 'Vondel's outstanding tragedy' en 'completely in the spirit of the Baroque'.

### Adaptaties
In 1658 verscheen te Brussel een pamfletachtig geschrift van de ambtenaar Frans Godin, Nieuwe treur-spel ende vertoogh, waarin de Franse politiek jegens de Zuidelijke Nederlanden werd voorgesteld als 'een complot dat direct door de hel is ingegeven.' De hoofdpersonages spreken 'tientallen' verzen uit de Lucifer uit, 'zonder dat daarbij maar eenmaal expliciet naar de Amsterdamse dichter' werd verwezen.
In 1662 schreef Jakob Koeman een parodie op het treurspel onder de titel Schouwspel-Beschouwing. Joachim Oudaen nam verschillende uitdrukkingen uit het stuk over in zijn gedicht De Neergeplofte Lucifer, Treurspel, te London vertoont in Mey 1659.
De Engelse vertaling van Van Noppen was van 'such a fine quality' dat Henry Hadley er in 1914 een muzikaal gedicht van maakte waarvan de New York Philharmonic twee uitvoeringen in Carnegie Hall verzorgde.
Uit 1981 stamt een Lucifer-verfilming door regisseur Adriaan Ditvoorst, die een opvoering door het Publiekstheater filmde, samen met vier andere cameramannen. De film die door de VPRO werd uitgezonden, bestaat bijna alleen maar uit close-ups, vooral veel extreme close-ups van de gezichten.
De sleutelroman Lucifer (2007) van Connie Palmen combineert Vondels toneelstuk met De ontdekking van de hemel van Harry Mulisch. Een opmerkelijk structuurelement is dat de vijf hoofdstukken getiteld zijn: 'Eerste bedrijf' tot en met 'Vijfde bedrijf'. Mulisch zelf haalde Michaëls slotmonoloog uit het vijfde bedrijf aan in hoofdstuk vijftien van zijn debuutroman archibald strohalm uit 1952.
Op 12 juni 2008 vond in Carré de première plaats van de opera La Commedia van Louis Andriessen, gebaseerd op onder meer Dantes Goddelijke komedie en twee van Vondels treurspelen. Acteur Jeroen Willems vertelde over zijn rol van Lucifer: 'Louis heeft er niet voor niets teksten van Vondel bij gehaald, uit de treurspelen Lucifer en Adam in ballingschap. Dat geeft een verdieping van de figuur Lucifer die bij Dante niet te vinden is.' In april en mei 2010 was de productie te zien in Carnegie Hall, waarbij vier talen gesproken werden. Desondanks vond The New York Times dat 'the corrosive malevolence of the Devil's metaphysical plotting' in Lucifers 'big aria' goed te volgen was.
In 2014 ging een in Mexico gesitueerde tweede verfilming in première, onder regie van de Vlaming Gust Van den Berghe. Deze adaptatie won de Grote Prijs op het Black Nights International Film Festival van Tallinn in Estland.

## Vertalingen
Unger registreert in zijn Vondel-bibliografie drie vertalingen, alle naar het Duits. Molkenboer beschrijft elf vertalingen tot 1922, waaraan onderstaande lijst is ontleend.

### Frans
- Chefs-d'oeuvre de Théatres Etrangers, tom. 20, 7ième livraison. Chefs-d'oevrue du Théatre Hollandais, tom. I. Hooft, Vondel, Langendijk. A Paris, chez Ladvocat, libraire, editeur des oeuvres de Shakespeare et de Schiller, au palais Royal, MDCCCXXII. Traducteur Jean Cohen (1781-1848). Proza-vertalingen van Bato, Gilbert d'Amstel, Lucifer, Les Mathématiciens. Met voorin een Notice sur J. van Vondel en een Avis du traducteur en noten achterin.
- Nouvelle Bibliothèque Populaire no. 126. Vondel. Lucifer. - Henri Gautier, ed. Paris z.j. (1889). Proza-vertaling van Charles Simond, voorafgegaan door een Notice biografique et littéraire.

### Duits
- Joost van den Vondel's Lucifer. Ein Trauerspiel. Übersetzt von Max Werner Quadt. Aachen, 1868. Alb. Jacobi & Co. (Unger #530). Vertaling in verzen in de oorspronkelijke versmaat, zonder noten.
- Joost van den Vondel's Lucifer, Trauerspiel in fünf Acten. - Aus dem Holländischen übersetzt von Ferd. Grimmelt. Münster. Adolph Russell's Verlag, 1868 (Unger #531). Vertaling in de oorspronkelijke versmaat, zonder noten.
- Lucifer. Trauerspiel von Joost van den Vondel aus dem Jahre 1654. - Aus dem Holländischen übertragen durch G.H. de Wilde. - Leipzig, F.A. Brockhaus, 1869 (Unger #532). Vertaling in rijnmloze jamben, met Vorwort, zonder noten. Ook het Berecht is vertaald.
- Luzifer. Trauerspiel von Joost van den Vondel. Aus dem Holländischen übertragen von Marie von Seydewitz - Im Insel - Verlag zu Leipzig. z.j. Vertaling in blanke verzen, met de reien op maat en in rijm. Zonder inleiding en noten, een kort nawoord door Albert Verwey, gedateerd 1917.

### Engels
- Vondel's Lucifer, translated from the Dutch by Leonard Charles van Noppen, illustrated by John Aarts. MDCCCXCVIII. - Continental Publishing Co., New-York and London. Vertaling in rijmloze verzen (de reien in de oorspronkelijke versmaat). Introductie van Dr. W.H. Carpentier, een studie over Vondel and his Lucifer van Prof. Dr. G. Kalff, biografisch overzicht van Vondel en An Interpretation of Lucifer door L.C. van Noppen.
- Vondel's Lucifer, translated from the Dutch by Leonard Charles van Noppen, illustrated by John Aarts - MCMXVII. Greensboro, North Carolina. Aan deze herdruk van de vorige titel is een reeks recensie-uittreksel toegevoegd uit Amerikaanse, Engelse en Nederlandse pers. Een citaat hieruit staat op het buitenomslag: 'I consider this version of the Lucifer the most notable achievement in American Letters in the decade from 1890 to 1900.'
- Lucifer, vertaald door Noel Clark. Bath: Absolute Classics, 1990. ISBN 0948230371

### Nederlands
- Joost van den Vondel, Lucifer. - Hertaald door Marijke Meijer Drees. Uitgeverij kleine Uil, Groningen, 2022. Prozahertaling zonder metrum of rijm.

### Overige talen
- Hongaars: Lucifer szomorújáték öt felvonásban irta Joost van den Vondel, Hollandus eredetiböl forditotta Dr. Nagy Zsigmond, debreczeni ref. Kollegiumi tanàr. - Budapest, Franklin Taisulat. Magyar irod. intézet és Konyvnyomda, 1913. Hongaarse (Magyaarse) vertaling door de vertaler in 1903 als Utrechts student bewerkt. Zonder inleiding en noten. Herdrukt in de Hongaarse 'Goedkope Bibliotheek' (Olcsó Könyvtár, no. 1717-1720, Budapest).
- Pools: Lucyfer. Vertaler Piotr Oczko. Kraków, Universitas, 2002.[205]
- Japans: Molkenboer noemt nog een vertaling in het Japans, waarover de Japanse Vondel-vertaler Prof. Kurino aan het begin van de twintigste eeuw een lezing hield aan de Universiteit te Tokio.[206]
- Javaans (Maleis): in 1916 werd op de kweekschool te Moentilaan voor een Javaans publiek een bewerking opgevoerd 'in een kleine honderd strophen van verschillende lengte in dichterlijk Javaansch', aldus de Java-Post. Er werd gebruikgemaakt van twee tonelen, waarvan een de hemel en de andere Lucifers burcht voorstelde. Javaanse elementen in de bewerking betreffen de wajang wong en de Javaanse dans.

### Edities vanLucifer

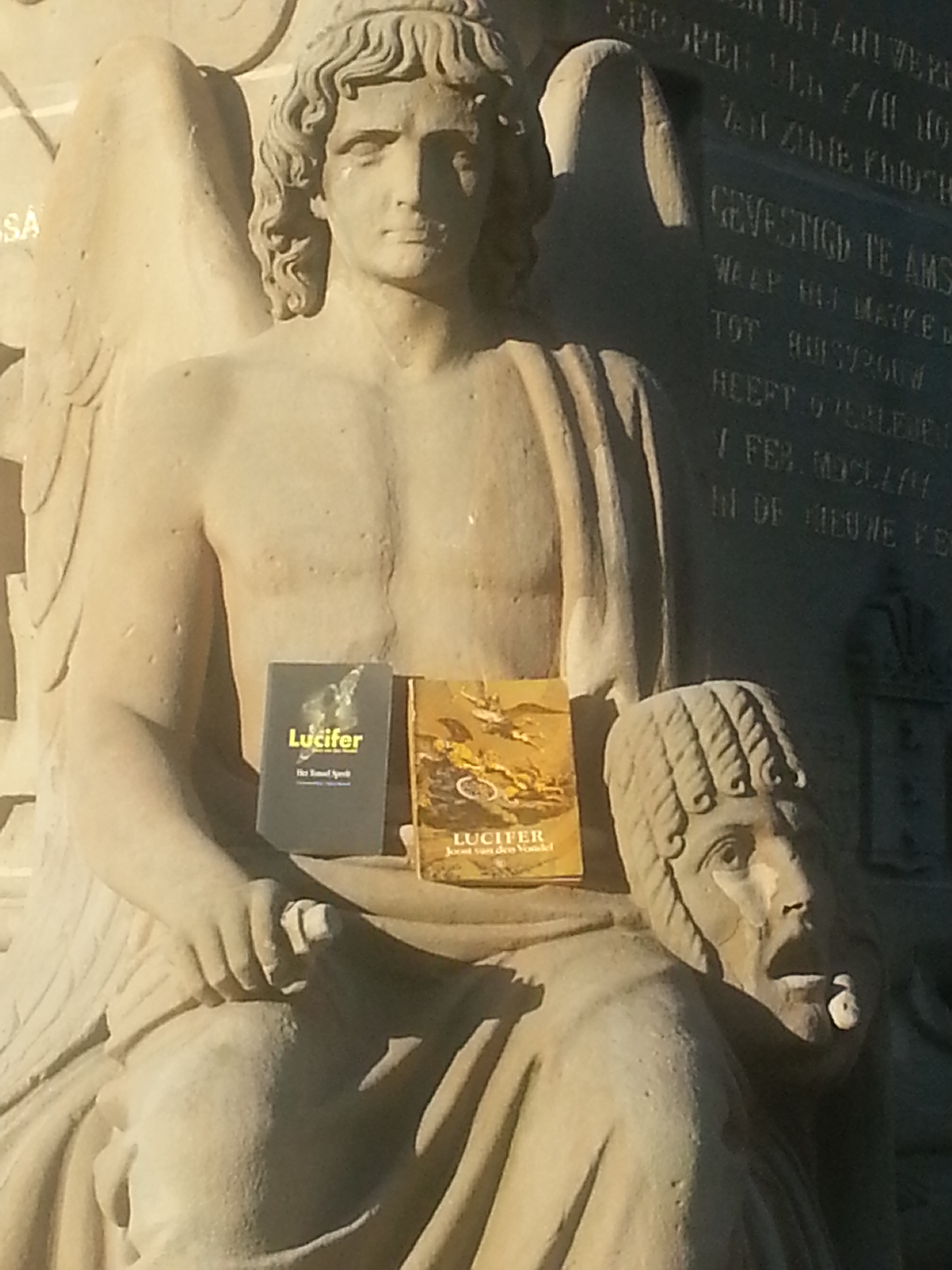
De engel die bij het Vondelmonument Vondels toneelstukken verbeeldt gefotografeerd met edities van Lucifer.

- Asselbergs, W.J.M.A. (ed.) (1954). Lucifer. Vierde druk 1973. Noorduijn, Culemborg: Tjeenk Willink. ISBN 9011918592
- Molkenboer, B.H. (ed). (1922). Vondels Lucifer. Zwolsche herdrukken no. 3/4. Zwolle: W.E.J. Tjeenk Willink.
- Rens, Lieven (ed.) (1979). Lucifer. Treurspel. Ingeleid en van aantekeningen voorzien door Prof. Dr. Lieven Rens. Den Haag: Martinus Nijhoff.
- Schenkeveld-Van der Dussen, Riet (ed.) (2004). Lucifer. Adam in ballingschap. Noah. Amsterdam: Uitgeverij Bert Bakker. ISBN 9035127382
- Sterck, J.F.M. e.a. (eds.) (1931). Lucifer. Bewerkt door Lr. B.H. Molkenboer O.P. In J.FM. Sterck e.a. (eds.), De werken van Vondel. Deel 5, 1646-1656. Amsterdam: De maatschappij voor goede en goedkoope lectuur (WB-editie), p. 601-696.
- Wijngaards, N.C.H. (z.j.). Lucifer. Treurspel. Ingeleid en van aantekeningen voorzien door dr. N.C.H. Wijngaards. Klassiek Letterkundig Pantheon, Zutphen: B.V. W.J. Thieme & Cie. ISBN 9003206309

### Secundaire werken
- Bax, M.M.H. (1991). 'De engel van de wanhoop. De argumentatie van het opstandsmotief in Vondels Lucifer.' De Nieuwe Taalgids 84, p. 97-117.
- Berg, Willem van den (1996). '11 december 1846: Vondel in de voordracht. Bloei en belang van de negentiende-eeuwse rederijkerskamers.' R.L. Erenstein (hoofdredactie), Een theatergeschiedenis der Nederlanden. Tien eeuwen drama en theater in Nederland en Vlaanderen. Redactie D. Coigneau, R. van Gaal, F. Peeters, H. Pleij, K. Porteman, J. van Schoor, M.B. Smits-Veldt. Amsterdam: Amsterdam University Press, p. 418-425. ISBN 9053561129
- Brandt, Geeraard. (1682/1986). Het leven van Joost van den Vondel. Griffioen-reeks. Bewerking: Marieke M. van Oostrom en Maria A. Schenkeveld-Van der Dussen. Amsterdam: Em. Querido's Uitgeverij BV. ISBN 9021405571
- Calis, Piet. (2008). Vondel. Het verhaal van zijn leven (1587-1679). Amsterdam: J.M. Meulenhoff ISBN 978-9029081481
- Edmundson, George (1885). Milton and Vondel: A Curiosity of Literature. London: Trübner & Co, Ludgate Hill.
- Flaxman, Seymour L. (1969). 'Joost van den Vondel.' John Gassner and Edward Quinn (eds.), The Reader's Encyclopedia of World Drama. Mineola, New York: Dover Publications, Inc., p. 902-903.
- Gerbrandy, Piet (2002). 'Tussen Seneca en Aristoteles. Vondel als klassiek dramaturg.' Bzzlletin 281, maart 2002, p. 17-29.
- Huizinga, J. (1941). Nederlands's beschaving in de zeventiende eeuw. Een schets. Haarlem: H.D. Tjeenk Willink & Zoon N.V.
- Jonckbloet, W.J.A (1890). 'VIII De dramatische dichter.' W.J.A. Jonckbloet, Geschiedenis der Nederlandsche letterkunde. Deel 4: De zeventiende eeuw (2). Vierde druk, Groningen: J.B. Wolters, p. 211-325.
- Kellendonk, Frans (1988). Geschilderd eten. Herdrukt in: Het complete werk. Vierde druk 1993. Amsterdam: Meulenhoff, p. 871-934. ISBN 9029027541
- Kempen, Yves van (2002). '"Laat vallen, als ik vall' met deze krone op 't hoofd." Vondel en zijn Lucifer.' Bzzlletin 281, maart 2002, p. 31-39.
- King, P. (1979). 'Vondels Lucifer. Een mislukt theologisch toneelstuk.' E.K. Grootes en S.F. Witstein (eds), Visies op Vondel na 300 jaar. Den Haag: Martinus Nijhoff, p. 218-234. ISBN 9024721873
- Knuvelder, G.P.M. (1971). 'Joost van den Vondel 1587-1679.' Handboek tot de geschiedenis der Nederlandse Letterkunde. Deel II. Vijfde, geheel herziene druk. 's-Hertogenbosch: L.C.G. Malmberg, p. 312-413. ISBN 9020811622
- Kock, Petra de (1996). '15 december 1979: Het Publiekstheater speelt een opmerkelijke Lucifer van Joost van den Vondel. Traditie en vernieuwing bij de repertoiregezelschappen in Amsterdam.' R.L. Erenstein (hoofdredactie), Een theatergeschiedenis der Nederlanden. Tien eeuwen drama en theater in Nederland en Vlaanderen. Redactie D. Coigneau, R. van Gaal, F. Peeters, H. Pleij, K. Porteman, J. van Schoor, M.B. Smits-Veldt. Amsterdam: Amsterdam University Press, p. 806-813. ISBN 9053561129
- Konst, Jan (1997). '"Het goet of quaet te kiezen." De rol van de vrije wil in Vondels Lucifer, Adam in ballingschap en Noah.' Nederlandse Letterkunde, 1997, p. 319-337.
- Kramer, W. (1940). 'Vondels Lucifer: een stilistische interpretatie (deel I).' en 'Vervolg' De Nieuwe Taalgids, jaargang 34, p. 145-156 en p. 203-214.
- Leendertz Jr., P. (1923). 'Het slot van Vondel's Lucifer.' Tijdschrift voor Nederlandse Taal- en Letterkunde 42, p. 116-130.
- Leeuwe, H.H.J. de (1996). '26 maart 1919: Willem Royaards ontvangt een ere-doctoraat van de Rijksuniversiteit van Utrecht. Royaards' bijdrage aan de bloei van het Nederlandse theater begin twintigste eeuw.' R.L. Erenstein (hoofdredactie), Een theatergeschiedenis der Nederlanden. Tien eeuwen drama en theater in Nederland en Vlaanderen. Redactie D. Coigneau, R. van Gaal, F. Peeters, H. Pleij, K. Porteman, J. van Schoor, M.B. Smits-Veldt. Amsterdam: Amsterdam University Press, p. 580-585. ISBN 9053561129
- Lodewick, H.J.M.F. (1977). Literaire kunst. Eerste druk 1955. Vierenveertigste druk. Den Bosch: Malmberg. ISBN 9020881124
- Meijer Drees, M., Prandoni, M., Schlusemann R. (2018), De glans van Vondels Lucifer. Opvoeren, vertalen, herinneren, Amsterdam: AUP.
- Molen, Tom van der (2013). Apelles en Apollo in de Voetboogdoelen, in: Amstelodamum, jaarboek 2013
- Opsomer, Geert (1996). 'Mei-juni 1927: Het Vlaamsche Volkstooneel (VVT) en de opvoeringen van Lucifer en Tijl in Parijs. Internationale faam en mythevorming rond het VVT.' R.L. Erenstein (hoofdredactie), Een theatergeschiedenis der Nederlanden. Tien eeuwen drama en theater in Nederland en Vlaanderen. Redactie D. Coigneau, R. van Gaal, F. Peeters, H. Pleij, K. Porteman, J. van Schoor, M.B. Smits-Veldt. Amsterdam: Amsterdam University Press, p. 626-631. ISBN 9053561129
- Porteman, Karel en Mieke B. Smits-Veldt (2008). Een nieuw vaderland voor de muzen. Geschiedenis van de Nederlandse literatuur 1560-1700. Amsterdam: Uitgeverij Bert Bakker. ISBN 9789035130296
- Price, J.L. (1976). Nederlandse cultuur in de gouden eeuw. Vertaling Olga de Marez Oyens. Oorspronkelijke titel: Culture and Society in the Dutch Republic During the 17th Century, 1974. Utrecht/Antwerpen: Uitgeverij Het Spectrum. ISBN 9027458391
- Rogge, H.C. (1889). 'Levensbericht van Abraham Johannes de Bull.' Jaarboek van de Maatschappij der Nederlandse Letterkunde, 1888-1889. Leiden: E.J. Brill, p. 292-353.
- Romein, Jan en Annie Romein-Verschoor (1971). 'Joost van den Vondel: De prins der poëten.' Erflaters van onze beschaving. Nederlandse gestalten uit zes eeuwen. Herzien en bijgewerkt 1971. Amsterdam: Em. Querido's Uitgeverij, 1977, p. 307-328. ISBN 9021420287
- Rover, Frans C. de (1987). De weg van het lachen. Over het oeuvre van Harry Mulisch. Amsterdam: Uitgeverij De Bezige Bij. ISBN 9023415531 CIP
- Schepp, C.L. (1934). 'Albert Vogel: Bergen-op-Zoom 18/6 1874 - 's-Gravenhage 8/11 1933.' Jaarboek van de Maatschappij der Nederlandse Letterkunde 1934. Leiden: E.J. Brill.
- Simons, L. (1929). 'Vondels dramatiek. II. 3. Vondel als dramaturg.' J.F.M. Sterck e.a. (eds.), De werken van Vondel. Derde deel, 1627-1640. Amsterdam: Maatschappij voor goede en goedkoope lectuur (WB-editie), p. 35-108.
- Smit, W.A.P. (1959). 'Hoofdstuk II: Lucifer 1654.' Van Pascha tot Noah. Een verkenning van Vondels drama's naar continuïteit en ontwikkeling in hun grondmotief en structuur door - Deel 2: Salomon - Koning Edipus. Eerste druk 1959. Tweede druk, W.E.J. Tjeenk Willink, Zwolle 1970, p. 54-180. ISBN 9011917022
- Sterck, J.F.M. (1926). Het leven van Joost van den Vondel. Haarlem: De erven F. Bohn.
- Unger, J.H.W. (1888). Bibliographie van Vondels werken door -. Tweede deel: Vondels werken. Amsterdam: Frederik Muller & Co.
- Verstegen, Peter (2003). 'Appendix: Milton en Vondel'. John Milton, Het paradijs verloren. Met alle prenten van Gustave Dore. Vertaald door Peter Verstegen. Amsterdam: Athenaeum - Polak & Van Gennep, p. 541-547. ISBN 9025334059
- Westenholz, Caroline de (1996). '2 en 3 oktober 1906: Albert Vogel sr. breekt door als voordrachtskunstenaar tijdens de Bilderdijkherdenking. Voordrachtskunst en retorica.' R.L. Erenstein (hoofdredactie), Een theatergeschiedenis der Nederlanden. Tien eeuwen drama en theater in Nederland en Vlaanderen. Redactie D. Coigneau, R. van Gaal, F. Peeters, H. Pleij, K. Porteman, J. van Schoor, M.B. Smits-Veldt. Amsterdam: Amsterdam University Press, p. 546-551. ISBN 9053561129
- Westenholz, Caroline de (2003). Albert Vogel. Voordrachtskunstenaar (1874-1933). Amsterdam: Amsterdam University Press [handelseditie van proefschrift, 2002].
- Worp, J.A. (1920). 'De Schouwburg (1637-1664)'. Geschiedenis van den Amsterdamschen schouwburg 1496-1772. Amsterdam: S.L. van Looy.
- Zalm, Rob van der i.s.m. Xandra Knebel (2005). Hans Croiset, theatermaker. Amsterdam: Theater Instituut Nederland in coproductie met P.S. Items. ISBN 9070892715